# خلافة إسلامية

إمتداد الخلافة الإسلامية.

الخلافة الإسلامية أو الإمامة العظمى هي نظام الحكم في الشريعة الإسلامية الذي يقوم على استخلاف قائد مسلم على الدولة الإسلامية ليحكمها بالشريعة الإسلامية وهي فرض كفاية عند أهل السنة والجماعة، وركن من أركان الإسلام عند الشيعة. وسُميت بالخلافة لأن الخليفة هو من يخلف محمد رسول الله بعد وفاته لتولي قيادة المسلمين والدولة الإسلامية وعليه فإن غاية الخلافة هي تطبيق أحكام الإسلام وتنفيذها والأمر بالمعروف والنهي عن المًنكر، وحمل رسالته إلى العالم بالدعوة والجهاد وتسيير الجيوش لنُصرة المسلمين في كل مكان طبقا لقوله تعالى ﴿الَّذِينَ إِنْ مَكَّنَّاهُمْ فِي الْأَرْضِ أَقَامُوا الصَّلَاةَ وَآتَوُا الزَّكَاةَ وَأَمَرُوا بِالْمَعْرُوفِ وَنَهَوْا عَنِ الْمُنْكَرِ وَلِلَّهِ عَاقِبَةُ الْأُمُورِ ۝٤١﴾ [الحج:41] وقول النبي ﷺ «ثم تكونُ خلافةٌ على مِنهاجِ النُّبُوَّةِ».

بينما الخلافة عند أغلب فرق الشيعة كالإمامية والإسماعيلية موضوع أوسع من الحكومة بعد الرسول، فالخلافة عندهم إمامة والخليفة إمام، وهي بذلك امتداد للنبوة، وكلام الإمام وفعله وإقراره حجة ويجب الأخذ به، حيث اتفق علماؤهم على أن الإمام يساوي النبي في العصمة والإطلاع على حقائق الحق في كل الأمور إلا أنه لا يتنزل عليه الوحي وإنما يتلقى ذلك من النبي.

فالخليفة عند السنة يخلف بتعيينه حاكماً على الأمة، وعند الشيعة هو الإمام ولا يشترط أن يكون الإمام حاكماً. لا يطبق الآن نظام الخلافة منذ سقوط السلطان العثماني عام 1924م وقيام الدول القومية الحديثة التي تعد العلمانية جزء أساسي فيها.

## الأصل اللغوي
الخلافة كلمة مشتقة من الجذر خ ل ف؛ وبحسب مقاييس اللغة، له ثلاث أصول، أحدُها أن يجيءَ شيءٌ بعدَ شيءٍ يقومُ مقامَه، والثاني خِلاف قُدَّام، والثالث التغيُّر، والخِلافة، وإنَّما سُميِّت خلافةً لأنَّ الثَّاني يَجيءُ بَعد الأوّلِ قائماً مقامَه. والفعل خَلَفَ بمعنى تأخر عن، وجاء وراءه أو بعده، وخَلَفَه في الحكم أي أعقبه. واسْتَخْلَفَ فلاناً من فلان: جعله مكانه. وأَخْلَفَ فلان خَلَفَ صِدْقٍ في قومه أَي ترَكَ فيهم عَقِباً. وخلَفَ فلان مكانَ أَبيه يَخْلُف خِلافةً إذا كان في مكانه ولم يَصِرْ فيه غيرُه. وخلف فلاناً واستخلف فلاناً: جعله خليفته.

## الخلافة في القرآن
- سورة البقرة: ﴿وَإِذْ قَالَ رَبُّكَ لِلْمَلَائِكَةِ إِنِّي جَاعِلٌ فِي الْأَرْضِ خَلِيفَةً قَالُوا أَتَجْعَلُ فِيهَا مَنْ يُفْسِدُ فِيهَا وَيَسْفِكُ الدِّمَاءَ وَنَحْنُ نُسَبِّحُ بِحَمْدِكَ وَنُقَدِّسُ لَكَ قَالَ إِنِّي أَعْلَمُ مَا لَا تَعْلَمُونَ ۝٣٠﴾.[11]
- سورة ص: ﴿يَا دَاوُدُ إِنَّا جَعَلْنَاكَ خَلِيفَةً فِي الْأَرْضِ فَاحْكُمْ بَيْنَ النَّاسِ بِالْحَقِّ وَلَا تَتَّبِعِ الْهَوَى فَيُضِلَّكَ عَنْ سَبِيلِ اللَّهِ إِنَّ الَّذِينَ يَضِلُّونَ عَنْ سَبِيلِ اللَّهِ لَهُمْ عَذَابٌ شَدِيدٌ بِمَا نَسُوا يَوْمَ الْحِسَابِ ۝٢٦﴾.[12]
- سورة النور: ﴿وَعَدَ اللَّهُ الَّذِينَ آمَنُوا مِنْكُمْ وَعَمِلُوا الصَّالِحَاتِ لَيَسْتَخْلِفَنَّهُمْ فِي الْأَرْضِ كَمَا اسْتَخْلَفَ الَّذِينَ مِنْ قَبْلِهِمْ وَلَيُمَكِّنَنَّ لَهُمْ دِينَهُمُ الَّذِي ارْتَضَى لَهُمْ وَلَيُبَدِّلَنَّهُمْ مِنْ بَعْدِ خَوْفِهِمْ أَمْنًا يَعْبُدُونَنِي لَا يُشْرِكُونَ بِي شَيْئًا وَمَنْ كَفَرَ بَعْدَ ذَلِكَ فَأُولَئِكَ هُمُ الْفَاسِقُونَ ۝٥٥﴾.[13]

## الخلافة والنظريات السياسية الفقهية

### آراء علماء الدين الإسلامي
أجمع العلماءُ على وجوب تنصيب إمامٍ واحد للمسلمين، نقل الإجماع على ذلك: الماورديُّ في (الأحكام السلطانية ص 15)، وأبو المعالي الجويني في (غياثِ الأمم ص15)، والقاضي عياض في [إكمال المعلم 6/220]، والنوويُ في [شرح صحيح مسلم 12/205]. أعلن النووي والقاضي عبد الجبار عدم جواز إعطاء قسم الولاء لأكثر من إمام.
قال الجزري: «يتفق الأئمة الأربعة - رحمهم الله - على أن الخلافة فرض، وعلى المسلمين أن يعينوا قائدا ينفذ أحكام الدين، وينصر المظلوم علي الظالمين. ويحرُم على المسلمين أن يكون لهم إمامان في العالم سواء في إتفاق أو خلاف فيقول النبي ﷺ إذا بُويِعَ لِخَلِيفَتَيْنِ، فاقْتُلُوا الآخِرَ منهما. (صحيح مسلم:1853»
قال الماوردي: «الإمامة موضوعة لخلافة النبوة في حراسة الدين وسياسة الدنيا، وعقدها لمن يقوم بها في الأمة واجب بالإجماع.»
قال القرطبي في تفسير آية ﴿إِذۡ قَالَ رَبُّكَ لِلۡمَلَـٰٓئِكَةِ إِنِّي جَاعِلٞ فِي ٱلۡأَرۡضِ خَلِيفَةٗۖ﴾ :«هذه الآية أصل في نصب إمام وخليفة يسمع له ويطاع، لتجتمع به الكلمة، وتنفذ به أحكام الخليفة. ولا خلاف في وجوب ذلك بين الأمة ولا بين الأئمة إلا ما روي عن الأصم؛ حيث كان عن الشريعة أصم، وكذلك كل من قال بقوله واتبعه على رأيه ومذهبه، قال: إنها غير واجبة في الدين بل يسوغ ذلك، وأن الأمة متى أقاموا حجهم وجهادهم، وتناصفوا فيما بينهم، وبذلوا الحق من أنفسهم، وقسموا الغنائم والفئ والصدقات على أهلها، وأقاموا الحدود على من وجبت عليه، أجزأهم ذلك، ولا يجب عليهم أن ينصبوا إماما يتولى ذلك. ودليلنا قول الله تعالى: " إني جاعل في الأرض خليفة " [البقرة: 30]، وقوله تعالى: " يا داود إنا جعلناك خليفة في الأرض " [ص: 26]، وقال: " وعد الله الذين آمنوا منكم وعملوا الصالحات ليستخلفنهم في الأرض " [النور: 55] أي يجعل منهم خلفاء، إلى غير ذلك من الآي. وأجمعت الصحابة على تقديم الصديق بعد اختلاف وقع بين المهاجرين والأنصار في سقيفة بني ساعدة في التعيين، حتى قالت الأنصار: منا أمير ومنكم أمير، فدفعهم أبو بكر وعمر والمهاجرون عن ذلك، وقالوا لهم: إن العرب لا تدين إلا لهذا الحي من قريش، ورووا لهم الخبر في ذلك، فرجعوا وأطاعوا لقريش. فلو كان فرض الإمامة غير واجب لا في قريش ولا في غيرهم لما ساغت هذه المناظرة والمحاورة عليها، ولقال قائل: إنها ليست بواجبة لا في قريش ولا في غيرهم، فما لتنازعكم وجه ولا فائدة في أمر ليس بواجب ثم إن الصديق رضي الله عنه لما حضرته الوفاة عهد إلى عمر في الإمامة، ولم يقل له أحد هذا أمر غير»
قال النووي: «أجمعوا على أنه يجب على المسلمين نصب خليفة»
قال بن تيمية في كتاب الحسبة: «ولاية أمر الناس من أعظم واجبات الدين، بل لا قيام للدين إلا بها؛ فإن بني آدم لا تتم مصلحتهم إلا بالاجتماع، ولا بد لهم عند الاجتماع من رأس.»
علماء الشيعة عبروا عن آراء مماثلة. ومع ذلك، تنص المذهب الشيعي على أن القائد يجب ألا يتم تعيينه من قبل الأمة الإسلامية، ولكن يجب أن يتم تعيينه من قبل الله.
قال الغزالي في كتاباته عن العواقب المحتملة لفقدان الخلافة:
يوقف القضاة ويلغون الولايات... لن تنفذ قرارات من هم في السلطة ويكون كل الناس على حافة الحرام.
تختلف نظرة الفرق الإسلامية للخلافة، فتفسرها كل فرقة وفق معتقداتها وما صح عندهم من أحاديث.

### الخلافة في الفقه السني
دَلت الأحاديث الواردة في كُتب أَهْلُ السُّنَّةِ وَالجَمَاعَة أن الخلافة يجب أن تنحصر في قبيلة قريش، وأنها ستستمر بعد النبوة لمدة 30 عاماً، وهي فترة حكم الخلفاء الأربعة أبي بكر وعمر وعثمان وعلي إضافة لعامين من الخلاف بين الحسن بن علي ومعاوية بن أبي سفيان يعتبرها أهل السُّنَّةِ خلافة راشدة للحسن. ثم تحولت لملك عضوض وهي فترة تعاقب الدولة الأموية والدولة العباسية والدولة الفاطمية والدولة العثمانية وغيرها. ويُعتقد أن الدولة ستصبح حكمًا جبريًا، ثم ستعود مرة أخرى خلافة على منهاج النبوة حسب مفهوم أَهْلُ السُّنَّةِ وَالجَمَاعَة.
- «الخلافة بعدي في أمتي ثلاثون سنة، ثم ملك بعد ذلك»[31]
- «تكون النبوة فيكم ما شاء الله أن تكون ثم يرفعها إذا شاء أن يرفعها ثم تكون خلافة على منهاج النبوة فتكون ما شاء الله أن تكون ثم يرفعها إذا شاء الله أن يرفعها ثم تكون ملكا عاضا فيكون ما شاء الله أن يكون ثم يرفعها إذا شاء أن يرفعها ثم تكون ملكا جبرية فتكون ما شاء الله أن تكون ثم يرفعها إذا شاء أن يرفعها ثم تكون خلافة على منهاج النبوة ثم سكت»[32]
- «لا يزال هذا الأمر في قريش ما بقي منهم اثنان»[33]
- «النَّاسُ تَبَعٌ لِقُرَيْشٍ في هذا الشَّأْنِ، مُسْلِمُهُمْ تَبَعٌ لِمُسْلِمِهِمْ، وكافِرُهُمْ تَبَعٌ لِكافِرِهِمْ، والنَّاسُ مَعادِنُ، خِيارُهُمْ في الجاهِلِيَّةِ خِيارُهُمْ في الإسْلامِ، إذا فقِهُوا تَجِدُونَ مِن خَيْرِ النَّاسِ أشَدَّ النَّاسِ كَراهيةً لِهذا الشَّأْنِ، حتَّى يَقَعَ فِيهِ.»[34]
- الخلافة في قريش والحكم في الأنصار والدعوة في الحبشة والهجرة في المسلمين والمهاجرين بعد "[35]
- «الملك في قريش والقضاء في الأنصار والأذان في الحبشة والأمانة في الأزد يعني اليمن»[36]
- «إن هذا الأمر لا ينقضي حتى يمضي فيهم اثنا عشر خليفة كلهم من قريش»[37]
- «قريش ولاة الناس في الخير والشر إلى يوم القيامة»[38]

الخلافة هي رئاسة عامة للمسلمين جميعاً في الدنيا لإقامة أحكام الشرع الإسلامي وحمل الدعوة الإسلامية إلى العالم، وهي عينها الإمامة، فإن الخلافة في الاصطلاح الإسلامي تعني القيادة الإسلامية أو الإمامة فقط. ومن هنا يُعلم أن مصطلح الإمامة يرادف مصطلح الخلافة، ويقول أبو الحسن الماوردي: «الإمامة: موضوعة لخلافة النبوة في حراسة الدين وسياسة الدنيا»، وسمّيت خلافة لأن الذي يتولاها يكون الحاكم الأعظم للمسلمين ويخلف النبيَّ في إدارة شؤونهم. وتسمّى الإمامة لأن الخليفة كان يسمى إماماً، وهذه الخلافة العامة لا تُعقد لغير قريش؛ وما عليه إجماع الصحابة والتابعين وأئمة المذاهب الفقهية الأربعة هو عدم صحة عقدها لغير قريش وذلك مقيد بأن تتوفر في المرشح جميع شروط الإمام السبعة كما عدها الماوردي؛ حُصرت الإمامة الكبرى في قريش لوجوبها لهم بما ثبت نصًا وتواترًا، ولكي لا تكون فوضى عامة بين المسلمين ويصير الحكم لمن يتغلب عليه مما فيه سفك للدماء وإضرار بالمسلمين وخذلانهم في سبيل التغلب، ويرى بعض علماء المنهج السلفي أن طاعة المتغلب واجبة سواء كان من قريش أو من غير قريش براً أو فاجراً حرًا أو عبدًا عربي أو عجمي ما لم يأمر بمعصية الله، سواء اجتمع عليه الناس ورضوا به، أو غلبهم بسيفه ؛ أما تلك الطاعة المعطاة للمتغلب المستوفي لشروط الإمامة من باب حقن الدماء لا الإقرار بالشرعية. ولأن الناس كانوا يسيرون وراءه كما يصلون وراء من يؤمهم في الصلاة.

### الخلافة في الفقه الاثنا عشري
يعتقد الاثنا عشرية أن موضوع قيادة الأمة الإسلامية محسوم بالنص عن الرسول محمد، حيث تنص الأحاديث الشيعية على أن علي بن أبي طالب هو أول خليفة بعد محمد. وهذه النصوص بعضها مشترك بين السنة والشيعة، مثل حديث الغدير الذي جاء فيه:«من كنت مولاه فعلي مولاه، اللهم والِ من والاه وعادِ من عاداه» غير أن السنة يتؤولون معناها إلى غير الخلافة. هناك كذلك حديث الكساء وحديث الثقلين وحديث يوم الدار، وغيرها من الأحاديث المشتركة بين الفريقين والتي يستشهد بها على إمامة علي، إضافة لأحاديث تفرد بها الشيعة في إثبات إمامة علي والأئمة الاثنا عشر من بعده.
والخليفة عند الشيعة هو أحد الأئمة عصمة المعصومين، والذي يتم اختياره بأمر من الله يوحي به للإمام الذي يسبقه. وعلى الرغم من ذلك فإن الإمام الوحيد الذي تولى الخلافة هو علي بن أبي طالب، ومن بعده الحسن بن علي الذي اعتبره أنصاره خليفة المسلمين، لكنه تنازل عن الخلافة لمعاوية بن أبي سفيان.
و قالت الإمامية بانحصار الأئمة ولكنهم مختلفون في مقدارهم فقال بعضهم خمسة  وبعضهم سبعة  وبعضهم ثمانية وبعضهم اثنا عشر  وبعضهم ثلاثة عشر وقالت الغلاة الأئمة آلهة أولهم محمد رسول الله إلى الحسين ثم من صلح من أولاد الحسين إلى جعفر بن محمد وهو الإله الأصغر وخاتم الآلهة ثم من بعده نوابه وهم من صلح من أولاد جعفر. وذهبت فرقة منهم إلى أن الإمام في هذه الأمة اثنان: محمد وعلي بن أبي طالب، وغيرهما ممن كان لائقا لهذا الأمر من أولاد علي فهم نوابهما.

### الخلافة عند الزيدية
بينما عند الشيعة الزيدية يجوز إمامة المفضول مع وجود الفاضل.

## أمير المؤمنين
في التاريخ الإسلامي أول من أطلق عليه هذا اللقب هو الخليفة الثاني عمر بن الخطاب، وكان سبب هذا اللقب أن الخليفة الأول أبو بكر الصديق كان يلقب بخليفة رسول الله، فلما بويع عمر للخلافة ناداه الناس بخليفة خليفة رسول الله، فقال لهم إن هذا أمر يطول، فقولوا غير ذلك، فنادوه بأمير المؤمنين، فوافق ومضت سنة بين الناس منذ ذلك الحين ولقب خليفة يُطلق على الحكام المسلمين منذ عهد الخلفاء الراشدين ابتداءً من عمر بن الخطاب حتى نهاية العهد العباسي. ولم يكن هذا اللقب على أساس التزكية دائماً وإنما لُقب لمن يتقلد منصب الخليفة، وذلك كما هو الحال اليوم للألقاب التي تطلق على حكام ورؤساء الدول. تقول روايات الشيعة أن علي بن أبي طالب أول من لُقب بأمير المؤمنين قبل ميلاد كل البشر.

## تاريخ الخلافة

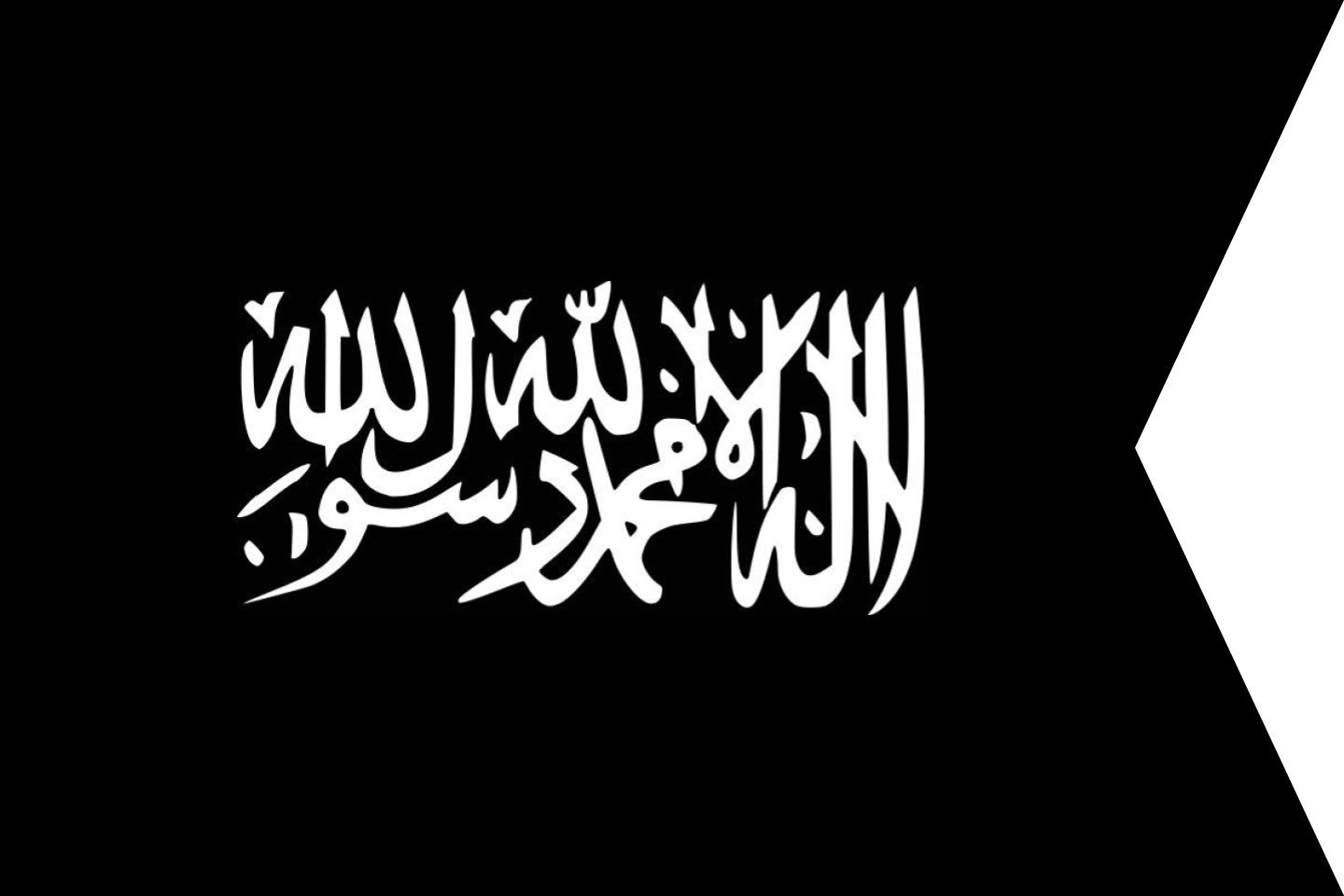
راية الخلافة الراشدة (راية العُقاب).

- راية الخلافة الراشدة (راية العُقاب).الخليفة الأول أبو بكر الصديق : تم اختياره كخليفة أول بعد الرسول محمد عن طريق البيعة بعد نقاش دار في سقيفة بني ساعدة بين الأنصار والمهاجرين. وكانت أسبقية أبي بكر في الإسلام ومكانته عند الرسول وخصوصا اختياره لإمامة المسلمين في الصلاة من قبل الرسول أثناء مرضه أحد الإشارات التي اعتمد عليها جمع من الصحابة لتأكيد أفضلية أبي بكر، كما ذُكر في القرآن كأحد اثنين في الغار أثناء هجرته مع رسول الله إلى يثرب. وتمت البيعة له وظل في الحكم لعامين.
- الخليفة الثاني عمر بن الخطاب : عُين الخليفة الثاني عمر بن الخطاب عن طريق وصية مباشرة من أبي بكر الصديق، واستمر في حكمه مدة 10 أعوام.
- الخليفة الثالث عثمان بن عفان : قام عمر بعد أن طعنه أبو لؤلؤة وإحساسه بدنو أجله بتشكيل مجلس مؤلف من ستة أشخاص مرضيين من قبل رسول الله في الإسلام. على أن يتم الاختيار من بينهم بالشورى. وتم أول ما يمكن تسميته بانتخابات ضمن المجتمع الإسلامي الوليد للاختيار بين عثمان بن عفان وعلي بن أبي طالب، وأسفرت النتائج كما تقول المصادر عن العملية الاستفتائية التي قام بها عبد الرحمن بن عوف 1 2 عن تسمية عثمان بن عفان خليفة للمسلمين، واستمر في الحكم 12 عاما.
- الخليفة الرابع علي بن أبي طالب : بعد استشهاد الخليفة عثمان بن عفان في أول فتنة تشهدها الدولة الإسلامية استلم علي بن أبي طالب الخلافة بمبايعته من قبل جمع من الصحابة ليستلم بذلك دولة في حالة اضطراب شديد اضطر فيها لنقل مركز الخلافة من المدينة المنورة إلى الكوفة، ورفض والي الشام وقتها معاوية بن أبي سفيان مبايعة علي بن أبي طالب تذرعا بضرورة القصاص أولا من قتلة الخليفة عثمان مما أدى إلى فتنة بين المسلمين ومعارك بين الجانبين، واستمر علي في الحكم 5 أعوام.
- بعد اغتيال الخليفة علي بن أبي طالب على يد عبد الرحمن بن ملجم تمت البيعة لابنه الحسن بن علي الذي قضى ما يقارب السبعة أشهر في الحكم قبل أن يتنازل عن الخلافة لمعاوية محققا بذلك ما يؤمن المسلمون بكونها نبؤة للرسول محمد بأنه سيد وسيصلح بين فئتين عظيمتين، بعد تقلد معاوية بن أبي سفيان للخلافة في دمشق عمل على التوصية بالخلافة - خلال حياته - لابنه يزيد بن معاوية. وبعد وفاة معاوية أصبح ابنه يزيد هو الحاكم الجديد مما أدى إلى رفض بعض الصحابة من ضمنهم الحسين بن علي لذلك الأمر، فقرر الحسين الدعوة لنفسه رافضا أن تتحول الخلافة إلى حكم وراثي، مما أدى لنشوب معركة كربلاء التي استشهد فيها الحسين على يد عبيد الله بن زياد، وبعد وفاة يزيد تولى ابنه معاوية بن يزيد مقاليد الحكم وراثيا ولكنه أعلن رفضه للأمر وقرر الانعزال وترك الأمر شورى بين المسلمين. وفي تلك الأثناء كانت البيعة قد تمت لعبد الله بن الزبير في العراق وأصبح بذلك الخليفة الشرعي وبشكل تمرد على الدولة الإسلامية، إلا أن مروان بن الحكم وقف في وجه هذا التمرد وتم اختياره من قبل الأغلبية خليفة للمسلمين ومن بعده ابنه عبد الملك بن مروان والذي خرج على الخليفة في الحجاز عبد الله بن الزبير ونشبت معارك قادها رجل عبد الملك بن مروان الحجاج بن يوسف الثقفي انتهت باستشهاد الخليفة عبد الله بن الزبير بجوار الكعبة لينتهي بذلك الأمل في عودة الخلافة إلى شورى بين المسلمين. وبشكل عام تعتبر بداية تولي معاوية بن أبي سفيان هي بداية نهاية الخلافة وتحولها لملك عضوض وحكم وراثي منحصر في أسر حاكمة تتنافس فيما بينها على الحكم.

وهكذا يقسم التاريخ الإسلامي بعد ذلك لدولة أموية حكمها الأمويون، ودولة عباسية حكمها العباسيون، ودولة فاطمية حكمها الفاطميون ثم دولة عثمانية حكمها الأتراك العثمانيون، والتي انتهت عام 1924 بإعلان الجمهورية التركية من قبل مصطفى كمال أتاتورك وتحت تأثير الحرب العالمية الأولى وحركات الانفصال العربية عن الحكم التركي  مثل تلك التي قادها الشريف حسين في الحجاز.

### الخلافة الراشدة (632-661)
المقال الرئيسي: الخلافة الراشدة

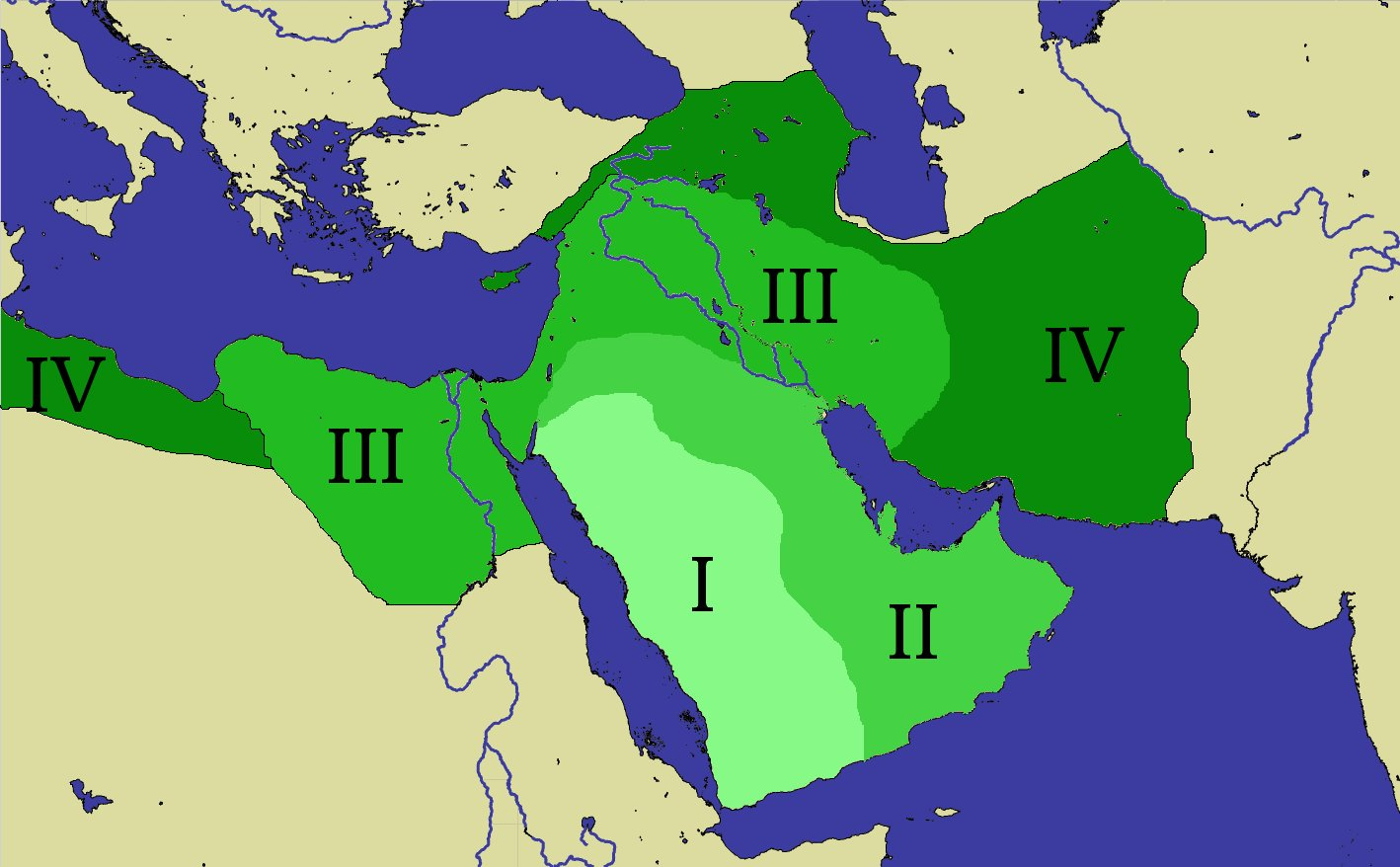
التوسع في الخلافة: الأول: الرسول محمد؛ الثاني: أبو بكر؛ الثالث: عمر والرابع: عثمان

في أعقاب وفاة النبي محمد ﷺ مباشرة، انعقد تجمع للأنصار (سكان المدينة المنورة) في السقيفة (فناء) سقيفه بني ساعدة. كان الاعتقاد السائد في ذلك الوقت أن الغرض من الاجتماع كان أن يقرر الأنصار زعيمًا جديدًا للمجتمع الإسلامي فيما بينهم، مع الاستبعاد المتعمد للمهاجرين (المهاجرين من مكة)، على الرغم من أن هذا قد حدث لاحقًا أصبح موضوع النقاش.
ومع ذلك، فإن أبو بكر وعمر، وكلاهما من رفيقي النبي محمد ﷺ البارزين، عندما علموا بالاجتماع، أصبحوا قلقين من احتمال حدوث انقلاب وسارعوا إلى التجمع. عند وصوله خاطب أبو بكر الرجال المجتمعين مع تحذير من أن محاولة انتخاب زعيم خارج قبيلة قريش من المرجح أن تؤدي إلى الخلاف لأنهم وحدهم من يمكنهم أن يحظوا بالاحترام الضروري بين المجتمع. ثم أخذ عمر وصاحبه أبو عبيدة بن الجراح باليد وعرضها على الأنصار كخيارات محتملة. تمت مواجهته باقتراح أن تختار قريش والأنصار قائداً من بينهم، ليحكم بعد ذلك بشكل مشترك. ازدادت سخونة المجموعة عند سماع هذا الاقتراح وبدأت تتجادل فيما بينها. أخذ عمر يد أبي بكر على عجل وأقسم بالولاء لهذا الأخير، وهو مثال تبعه الرجال المجتمعون.
تم قبول أبو بكر عالميًا تقريبًا كرئيس للمجتمع الإسلامي (تحت لقب الخليفة) نتيجة الشوري في سقيفه بني ساعدة.

#### الخلفاء الراشدون
انظر أيضًا: الفتوحات الإسلامية المبكرة

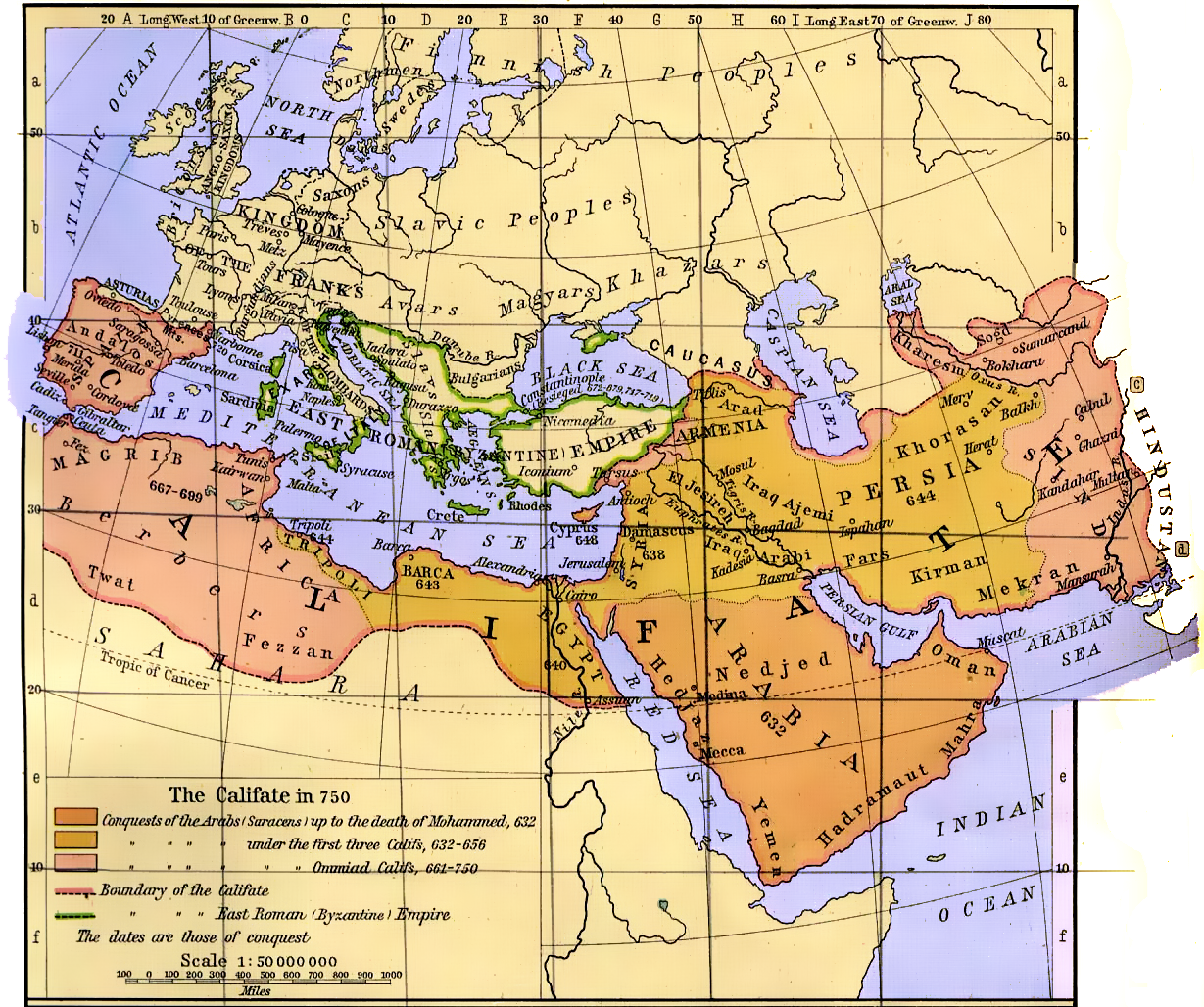
الخلافة الإسلامية عام 750 م

رشح أبو بكر عمر خلفا له على فراش الموت. قُتل عمر الخليفة الثاني على يد عبد فارسي يُدعى أبو لؤلؤة المجوسي. تم اختيار خليفته عثمان بن عفان. قُتل عثمان على يد أعضاء مجموعة ساخطين. ثم تولى علي زمام الأمور ولكن لم يتم قبوله عالميًا كخليفة من قبل حكام مصر وفيما بعد من قبل بعض حراسه. واجه تمردان كبيران واغتال من قبل عبد الرحمن بن ملجم الذي كان من الخوارج. استمر حكم علي الصاخب خمس سنوات فقط. تُعرف هذه الفترة باسم الفتنة، أو الحرب الأهلية الإسلامية الأولى. أصبح أتباع علي فيما بعد الشيعة («شيعة علي»، أنصار علي.) أقلية في الإسلام وترفض شرعية الخلفاء الثلاثة الأوائل. أصبح أتباع الخلفاء الراشدين الأربعة (أبو بكر وعمر وعثمان وعلي) هم الطائفة السنية ذات الأغلبية.
تحت حكم الراشدين، كان لكل منطقة (سلطنة أو ولاية أو إمارة) من مناطق الخلافة حاكمها الخاص (سلطان أو والي أو أمير). معاوية، أحد أقارب عثمان وحاكم (والي) سوريا، خلف علي في منصب الخليفة. حوّل معاوية الخلافة إلى مكتب وراثي، وبالتالي أسس الدولة الأموية .
في المناطق التي كانت تخضع سابقًا للإمبراطورية الساسانية أو الحكم البيزنطي، خفض الخلفاء الضرائب، وقدموا قدرًا أكبر من الاستقلالية المحلية (للحكام المفوضين)، وحرية دينية أكبر لليهود، وبعض المسيحيين الأصليين، وجلب السلام إلى الشعوب المحبطة والمعنوية المستاءة من الضحايا. والضرائب الثقيلة التي نتجت عن عقود الحرب البيزنطية الفارسية .

#### خلافة علي وحسن وصعود الدولة الأموية
ابتلي عهد علي بالاضطرابات والصراعات الداخلية. واستغل الفرس هذا الأمر وتسللوا إلى الجيشين وهاجموا الجيش الآخر مما تسبب في فوضى وكراهية داخلية بين الرفاق في معركة صفين . استمرت المعركة عدة أشهر، مما أدى إلى طريق مسدود. من أجل تجنب المزيد من إراقة الدماء، وافق علي على التفاوض مع معاوية. تسبب هذا في قيام فصيل من حوالي 4000 شخص، سيعرفون باسم الخوارج، بالتخلي عن القتال. بعد هزيمة جيش الخوارج في معركة النهروان، اغتيل علي فيما بعد من قبل الخارجي ابن ملجم. حسن نجل عليتم انتخابه ليكون الخليفة التالي، لكنه تنازل لصالح معاوية بعد بضعة أشهر لتجنب أي صراع داخل المسلمين وحقنًا للدماء. أصبح معاوية الخليفة السادس، وأسس الأسرة الأموية،  سميت على اسم الجد الأكبر لعثمان ومعاوية، أمية بن عبد شمس .

### الخلافة الأموية (661-750)
المقال الرئيسي:الخلافة الأموية
```

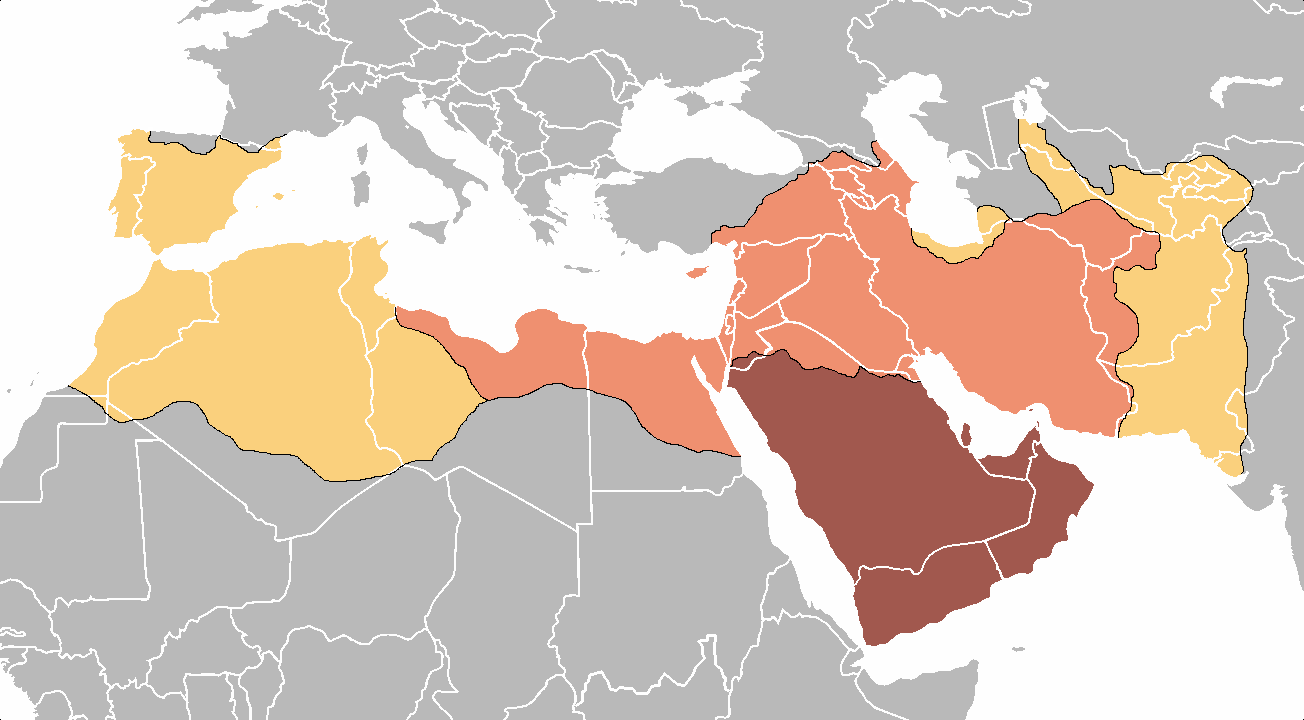
الدولة الإسلامية في عهد الخلافة الراشدة والأموية.

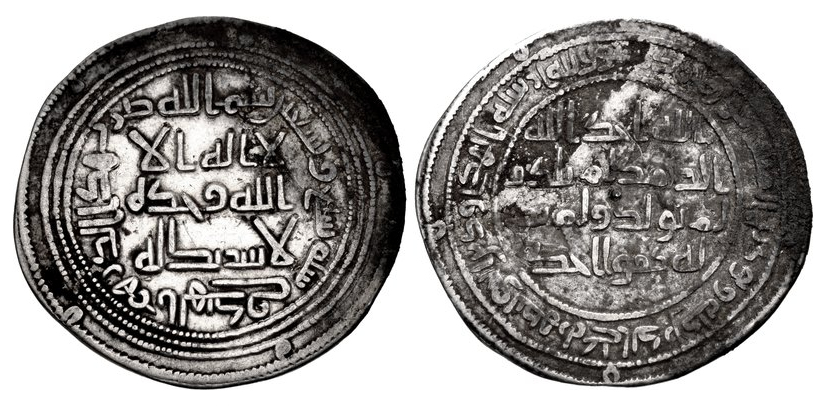
عملة الخلافة الأموية.

بداية من الأمويين، أصبح لقب الخليفة وراثيًا.
[
57
]
  في عهد الأمويين، نمت الخلافة بسرعة في الأراضي، حيث ضمت القوقاز وما وراء النهر والسند والمغرب العربي ومعظم شبه الجزيرة الأيبيرية (الأندلس) في العالم الإسلامي. في أقصى حد، غطت الخلافة الأموية 5.17 مليون ميل مربع (13.400.000 كيلومتر 
مربع
)، مما يجعلها أكبر إمبراطورية شهدها العالم حتى الآن وسادس أكبر إمبراطورية على الإطلاق في التاريخ.
```

جغرافيا، تم تقسيم الإمبراطورية إلى عدة مقاطعات، تغيرت حدودها مرات عديدة خلال العهد الأموي. كل مقاطعة لديها حاكم معين من قبل الخليفة. ومع ذلك، ولأسباب متنوعة، بما في ذلك عدم انتخابهم من قبل مجلس الشورى والاقتراحات بالسلوك الشرير، لم تكن السلالة الأموية مدعومة عالميًا داخل المجتمع المسلم. دعم البعض المسلمين الأوائل البارزين مثل الزبير بن العوام . ورأى البعض الآخر أن أعضاء بنو هاشم فقط من عشيرة محمد، أو نسله، أحفاد علي، هم من يجب أن يحكموا.
كانت هناك تمردات عديدة ضد الأمويين، وكذلك انقسامات داخل صفوف الأمويين (لا سيما التنافس بين اليمن وقيس). بأمر من يزيد بن معاوية، قام جيش بقيادة عمر بن سعد، وهو قائد يدعى شمر بن ذيل جوشان بقتل ابن علي حسين وعائلته في معركة كربلاء عام 680، مما أدى إلى ترسيخ الشيعة - انشقاق السني .  في النهاية ، اتحد أنصار بني هاشم وأنصار سلالة علي لإسقاط الأمويين عام 750. ومع ذلك ، أصيب الشيعة علي ، «حزب علي»، بخيبة أمل مرة أخرى عندما سلالة العباسيين تولى السلطة ، لأن العباسيين ينحدرون من عم محمد ، عباس بن عبد المطلب وليس من علي.

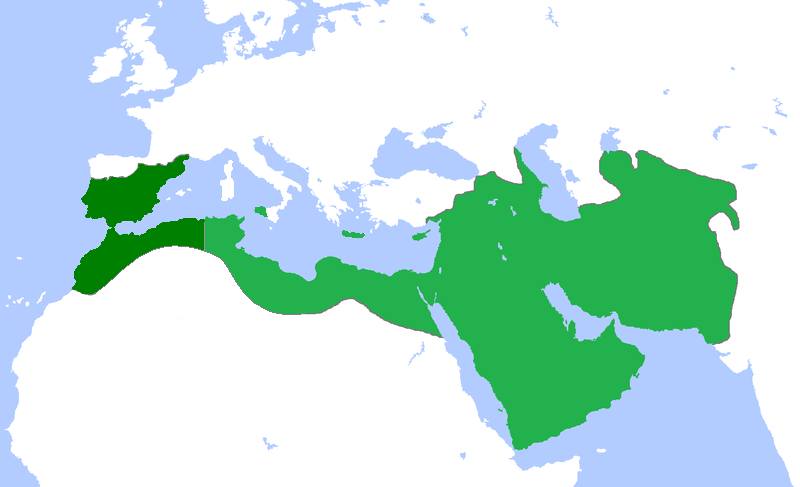
الدولة العباسية في أقصى اتساعها عام 850:

### الخلافة العباسية (750-1517)
المقال الرئيسي: الخلافة العباسية
بعد ضعف الدولة الأموية نشأ الحزب العباسي أو الدعوة العباسية الذين بايعوا بنو العباس وقالوا بأنهم أحق بخلافة النبي

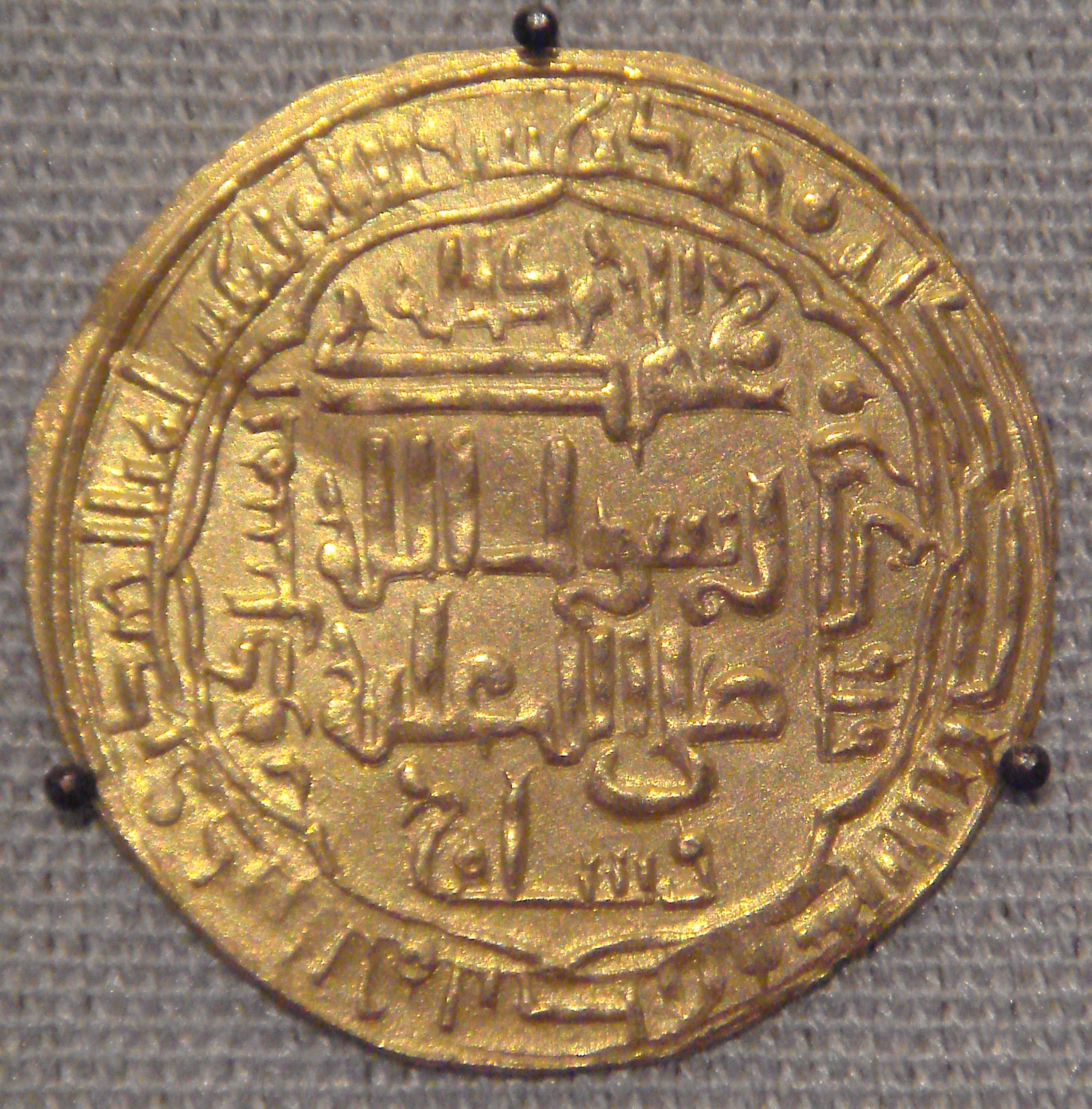
عملة العباسيون في بغداد عام 1244م.
.

بإعتبارهم من نسل عم النبي العباس بن عبدالمطلب وقادوا ثورات مسلحة ضد الدولة الأموية بقيادة أبو مسلم الخراساني وأعلنوا قيام الخلافة العباسية في خراسان ببلاد فارس، وتوالت هزائهم الأمويين وسقطت أراضيهم في يد العباسيين، وتم تنصيب أبو العباس السفاح خليفة للمسلمين، وقد سُمي بهذا الاسم لكثرة قتله لخصومه الأمويين خلال الثورات المسلحة التي قام بها الحزب العباسي.

#### الخلفاء العباسيون في بغداد
في عام 750، أطاح العباسيون بالسلالة الأموية. يمثل وقتهم ازدهارًا علميًا وثقافيًا ودينيًا. كما ازدهر الفن الإسلامي والموسيقى بشكل ملحوظ خلال فترة حكمهم. بدأت مدينتهم الرئيسية وعاصمتهم بغداد في الازدهار كمركز للمعرفة والثقافة والتجارة وخاصة في عهد هارُون الرَّشيد وابنهِ عبد الله المأمون. انتهت فترة الإثمار الثقافي هذه في عام 1258 بنهب بغداد من قبل المغول تحت حكم هولاكو خان. وكان ذلك لتراجُع قوة الخلافة العباسية الفعالة خارج العراق بالفعل بحوالي 920 م.  بحلول عام 945، أصبح فقدان القوة رسميًا عند البويهيين غزا بغداد وكل العراق. انهارت الإمبراطورية وحُكمت أجزائها للقرن التالي من قبل السلالات المحلية.

#### تحت سلطنة المماليك في القاهرة (1261-1517)
المقال الرئيسي: سلطنة المماليك

راية المماليك

في عام 1261، بعد الفتح المغولي لبغداد ، حاول حكام مصر المماليك اكتساب الشرعية لحكمهم من خلال إعلان إعادة إنشاء الخلافة العباسية في القاهرة . كان للخلفاء العباسيين في مصر سلطة سياسية قليلة. استمروا في الحفاظ على رموز السلطة ، لكن نفوذهم كان محصوراً في الأمور الدينية. كان الخليفة العباسي الأول في القاهرة المستنصر (حكم في يونيو - نوفمبر 1261). استمرت الخلافة العباسية في القاهرة حتى عهد المتوكل الثالث ، الذي حكم الخليفة من 1508 إلى 1516، ثم أطيح به لفترة وجيزة عام 1516 على يد سلفه.المستمسك ، ولكن أعيد إلى الخلافة مرة أخرى عام 1517.
هزم السلطان العثماني العظيم سليم الأول السلطنة المملوكية وجعل مصر جزءًا من الإمبراطورية العثمانية في عام 1517. تم القبض على المتوكل الثالث مع عائلته وتم نقله إلى القسطنطينية كسجين حيث كان له دور احتفالي. توفي عام 1543 بعد عودته إلى القاهرة.

##### الخلافة الأموية في قرطبة (929-1031)

راية الأمويين

المقالات الرئيسية: إمارة قرطبة، خلافة قرطبة والأندلس
خلال السلالة الأموية ، كانت شبه الجزيرة الأيبيرية مقاطعة متكاملة من الخلافة الأموية الحاكمة من دمشق. فقد الأمويون منصب الخليفة في دمشق عام 750، وأصبح عبد الرحمن الأول أميراً على قرطبة عام 756 بعد ست سنوات في المنفى. عازمًا على استعادة السلطة ، هزم الحكام الإسلاميين الحاليين في المنطقة الذين تحدوا الحكم الأموي ووحد مختلف الإقطاعيات المحلية في إمارة.
استخدم حكام الإمارة لقب «أمير» أو «سلطان» حتى القرن العاشر ، عندما واجه عبد الرحمن الثالث خطر غزو الخلافة العبيدية الفاطمية. للمساعدة في قتاله ضد الغزاة العبيديين، الذين زعموا الخلافة في مواجهة الخليفة العباسي المعترف به عمومًا في بغداد، ادعى المعتضد عبد الرحمن الثالث لقب الخليفة نفسه. ساعد هذا عبد الرحمن الثالث على اكتساب مكانة مرموقة مع رعاياه ، واحتفظ باللقب بعد صد الفاطميين. يعتبر حكم الخلافة ذروة الوجود الإسلامي في شبه الجزيرة الأيبيرية ، قبل أن تنقسم إلى طوائف مختلفة في القرن الحادي عشر. تميزت هذه الفترة بازدهار التكنولوجيا والتجارة والثقافة.الأندلس شيدت في هذه الفترة.

##### الخلافة الموحدية (1147-1269)
المقال الرئيسي: الخلافة الموحدية

راية الموحدين

بدأت حركة الموحدين من قبل ابن تومرت بين قبائل المصمودة في جنوب المغرب. أسس الموحدين الدولة الأمازيغية لأول مرة في تينمل في جبال الأطلس في حوالي 1120. نجح الموحدون في الإطاحة بسلالة المرابطين في حكم المغرب بحلول عام 1147، عندما غزا عبد المؤمن (1130-1163) مراكش. وأعلن نفسه الخليفة. ثم بسطوا سلطتهم على كل المغرب العربي بحلول عام 1159. تبعت الأندلس مصير إفريقيا وكانت كل أيبيريا الإسلامية تحت حكم الموحدين بحلول عام 1172.
استمرت هيمنة الموحدين على أيبيريا حتى عام 1212، عندما هُزم محمد الناصر (1199-1214) في معركة لاس نافاس دي تولوسا في سييرا مورينا على يد تحالف من الأمراء المسيحيين في قشتالة وأراغون ونافار والبرتغال . فُقدت جميع الأراضي المغاربية تقريبًا في أيبيريا بعد فترة وجيزة ، حيث سقطت المدن المغربية الكبرى مثل قرطبة وإشبيلية في أيدي المسيحيين في 1236 و 1248 على التوالي.
استمر الموحدين في الحكم في شمال إفريقيا حتى أتاح الخسارة التدريجية للأراضي من خلال تمرد القبائل والمقاطعات ظهور أكثر أعدائهم فاعلية ، سلالة المرينيين ، في عام 1215. آخر ممثل للخط ، إدريس آل - واثق ، تم تقليصه إلى حوزة مراكش ، حيث اغتيل على يد عبد عام 1269 ؛ استولى المرينيون على مراكش ، منهينًا سيطرة الموحدين على المغرب العربي .

### الخلافة الفاطمية (909-1171)
المقال الرئيسي: الخلافة الفاطمية

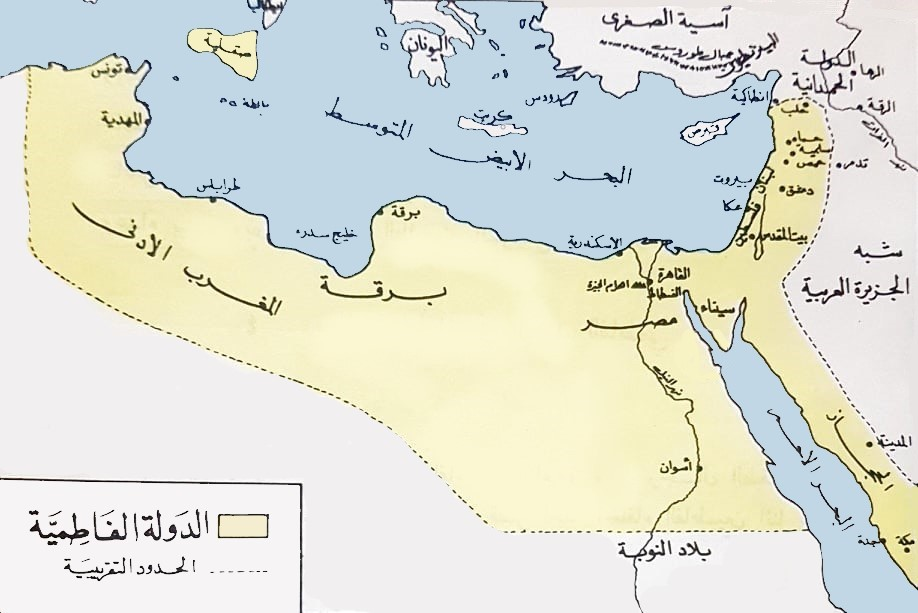
خريطة الدولة العبيدية الفاطمية.

كانت الخلافة الفاطمية خلافة شيعية إسماعيلية، مقرها في الأصل تونس ، وامتدت حكمها عبر ساحل البحر الأبيض المتوسط لإفريقيا وجعلت مصر في نهاية المطاف مركز خلافتها. في أوجها ، بالإضافة إلى مصر ، تضمنت الخلافة مناطق مختلفة من المغرب العربي وصقلية والشام والحجاز .

راية الدولة الفاطمية.

أسس الفاطميون مدينة المهدية التونسية وجعلوها عاصمتهم ، قبل غزو مصر وبناء مدينة القاهرة هناك عام 969. بعد ذلك ، أصبحت القاهرة عاصمة الخلافة ، وأصبحت مصر المركز السياسي والثقافي والديني للخلافة. حالة. أطلق العالم الإسلامي لويس ماسينيون على القرن الرابع الهجري / العاشر الميلادي اسم «القرن الإسماعيلي في تاريخ الإسلام».
يستخدم مصطلح الفاطميون أحيانًا للإشارة إلى مواطني هذه الخلافة. تنتمي النخبة الحاكمة في الدولة إلى المذهب الشيعي الإسماعيلي. كان قادة الأسرة الحاكمة من الأئمة الإسماعيلية وكان لهم أهمية دينية للمسلمين الإسماعيليين. كما أنهم جزء من سلسلة أصحاب منصب الخلافة ، كما يقرها بعض المسلمين. لذلك ، تشكل هذه فترة نادرة في التاريخ تم فيها توحيد أحفاد علي (ومن هنا الاسم الفاطمي ، في إشارة إلى زوجة علي فاطمة) والخلافة إلى أي درجة ، باستثناء الفترة الأخيرة من الخلافة الراشدة في عهد علي نفسه.
اشتهرت الخلافة بأنها تمارس درجة من التسامح الديني تجاه الطوائف الإسلامية غير الإسماعيلية وكذلك تجاه اليهود والمسيحيين المالطيين والأقباط .
الشيعة عبيد الله المهدي بالله من السلالة الفاطمية ، الذي ادعى النسب من محمد من خلال ابنته ، ادعى لقب الخليفة في 909، وخلق سلالة منفصلة من الخلفاء في شمال أفريقيا. مدد الخلفاء الفاطميون ، الذين كانوا يسيطرون في البداية على الجزائر وتونس وليبيا ، حكمهم لمدة 150 عامًا تالية ، واستولوا على مصر وفلسطين ، قبل أن تتمكن الدولة العباسية من قلب التيار ، وقصر الحكم الفاطمي على مصر. انتهت السلالة الفاطمية أخيرًا عام 1171 وتجاوزها صلاح الدين الأيوبي.

راية الدولة الأيوبية.

### الخلافة الأيوبية (1171–1260)
المقال الرئيسي: الأسرة الأيوبية
تفوقت الإمبراطورية الأيوبية على الفاطميين من خلال دمج الإمبراطورية في الخلافة العباسية.  ومع ذلك ، فقد كان صلاح الدين نفسه خليفة مشهورًا على نطاق واسع في التاريخ الإسلامي .
بعد وفاة نور الدين زنكي توجه صلاح الدين إلى بلاد الشام، فدخل دمشق، ثم ضمَّ حمص ثم حلب، وبذلك أصبح صلاح الدين سلطانًا على مصر والشام. كانت دولة الأيوبيين قد امتدت إلى بلاد الحجاز، حيث قام صلاح الدين بتحصين جنوب فلسطين، والاستعداد لأي أمر يقوم به أرناط صاحب قلعة الكرك، والذي كان يدبر للهجوم على الأماكن المقدسة في مكة والمدينة، وكان صلاح الدين قد اعتنى بميناء القلزم وميناء جدة، لأن أرناط كان قد عمَّر أسطولا في ميناء أَيْلَة (العقبة)، وأرسل سفنًا بلغت عِيذاب، فاستولى صلاح الدين على أيلة. استرد صلاح الدين بيت المقدس في 27 رجب 583 هـ الموافق 2 أكتوبر 1187م، بعد ثلاثة أشهر من انتصاره في معركة حطين، عقب ذلك سقطت في يده كل موانئ الشام، ما عدا مينائي إمارة طرابلس وأنطاكية، وانتهت الحرب الصليبية الثالثة بسقوط عكا بيد الصليبيين، وتوقيع صلح الرملة بين صلاح الدين وريتشارد قلب الأسد.

### الخلافة العثمانية (1517-1924)
المقالات الرئيسية: الخلافة العثمانية

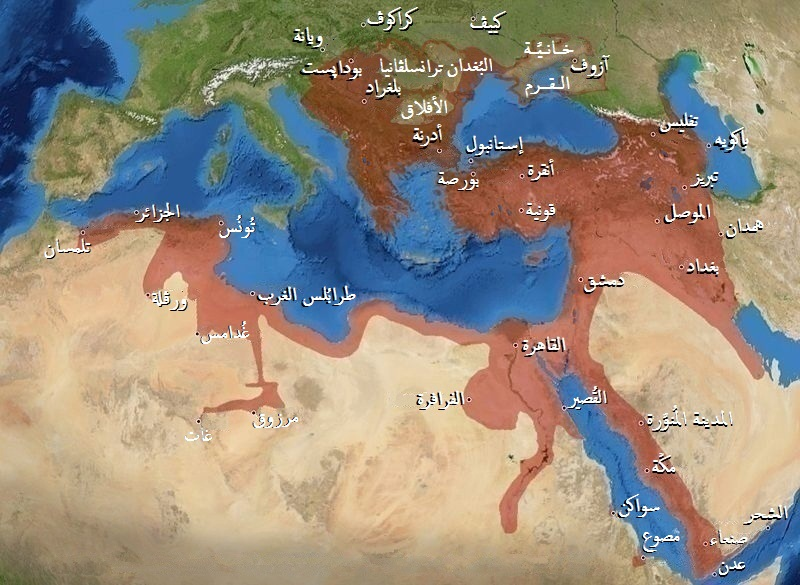
توسع الخلافة العثمانية في أوروبا وفي الجهات الأخرى

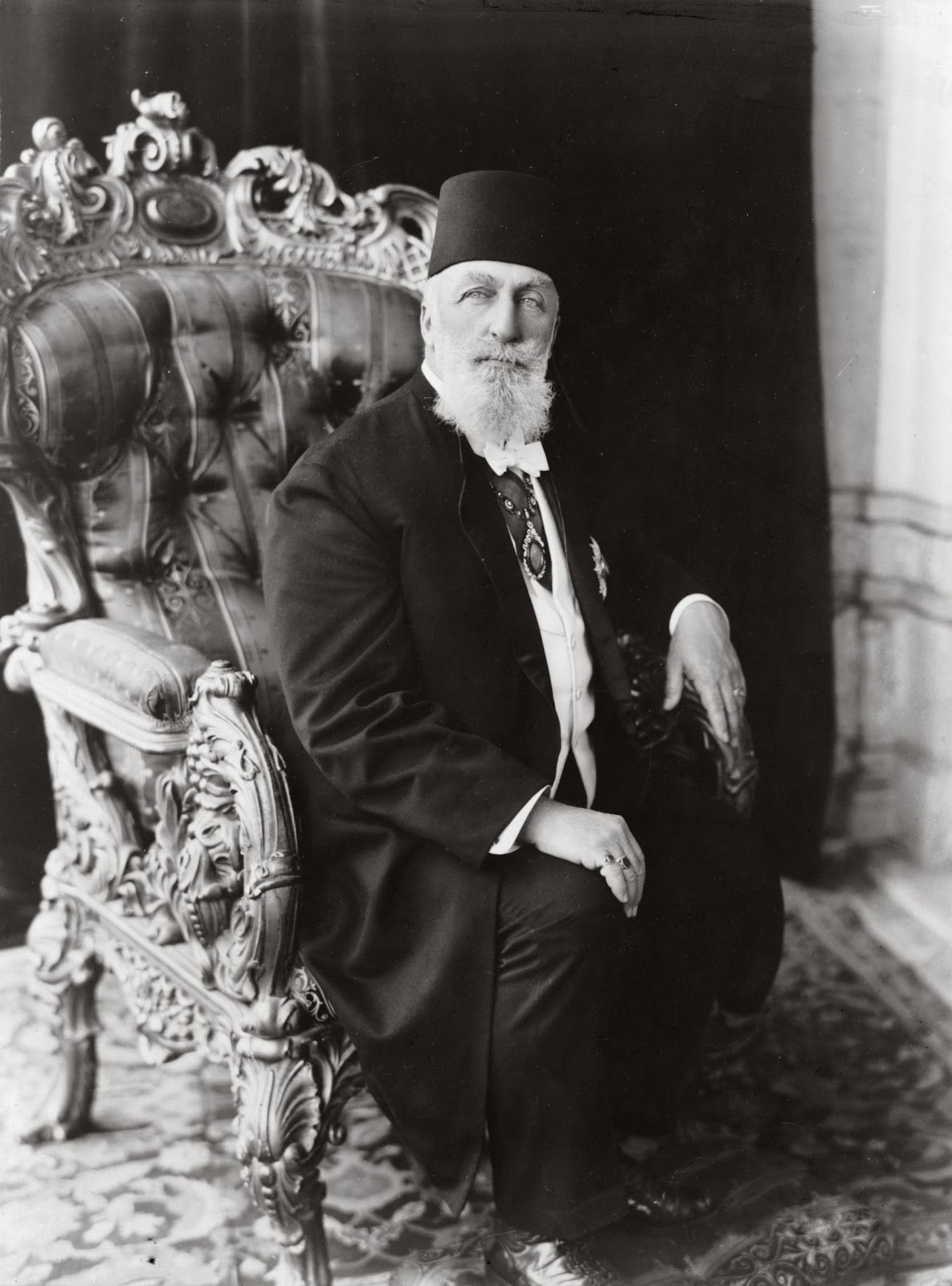
صورة للخليفة العثماني الأخير عبد المجيد الثاني.

أعلن سلاطين الإمبراطورية العثمانية عن الخلافة بداية من مراد الأول (حكم من 1362 إلى 1389)،  مع عدم الاعتراف بأي سلطة من جانب الخلفاء العباسيين في القاهرة التي حكمها المماليك. ومن ثم انتقل مقر الخلافة إلى العاصمة العثمانية أدرنة . في عام 1453، بعد غزو محمد الفاتح للقسطنطينية ، انتقل مقر العثمانيين إلى القسطنطينية ، إسطنبول الحالية . في عام 1517، هزم السلطان العثماني سليم الأول وضم سلطنة القاهرة المملوكية إلى إمبراطوريته. من خلال غزو الأراضي الإسلامية وتوحيدها ، أصبح سليم الأول مدافعًا عن المدينتين المقدستين في مكة والمدينة ، مما عزز مطالبة العثمانيين بالخلافة في العالم الإسلامي. أصبح العثمانيون يُنظر إليهم تدريجياً على أنهم القادة الفعليون وممثلو العالم الإسلامي. ومع ذلك ، لم يحمل الخلفاء العثمانيون الأوائل لقب الخليفة رسميًا في وثائق الدولة أو النقوش أو العملات المعدنية.  فقط في أواخر القرن الثامن عشر اكتشف السلاطين أن المطالبة بالخلافة لها فائدة عملية ، لأنها سمحت لهم بمواجهة الادعاءات الروسية لحماية المسيحيين العثمانيين بمطالبتهم بحماية المسلمين تحت الحكم الروسي .
كانت نتيجة الحرب الروسية التركية 1768–1774 كارثية بالنسبة للعثمانيين. أراضي شاسعة ، بما في ذلك تلك التي تضم عددًا كبيرًا من السكان المسلمين ، مثل شبه جزيرة القرم ، ضاعت لصالح الإمبراطورية الروسية.  ومع ذلك ، فقد ادعى العثمانيون بقيادة عبد الحميد الأول تحقيق نصر دبلوماسي بالسماح لهم بالبقاء كزعماء دينيين للمسلمين في شبه جزيرة القرم المستقلة الآن كجزء من معاهدة السلام. في المقابل ، أصبحت روسيا الحامي الرسمي للمسيحيين في الأراضي العثمانية.  وفقًا لبارتولد ، كانت المرة الأولى التي استخدم فيها العثمانيون لقب «الخليفة» لقبًا سياسيًا بدلاً من لقب ديني رمزي هي معاهدة كوجوك كيناركا مع الإمبراطورية الروسية في عام 1774، عندما احتفظت الإمبراطورية بالسلطة الأخلاقية على الأراضي التي تم التنازل عن سيادتها للإمبراطورية الروسية .
أيد البريطانيون وروجوا للرأي القائل بأن العثمانيين كانوا خلفاء للإسلام بين المسلمين في الهند البريطانية وأن السلاطين العثمانيين ساعدوا البريطانيين بإصدار بيانات لمسلمي الهند يطلبون منهم دعم الحكم البريطاني من السلطان علي الثالث والسلطان عبد المجيد الأول.
حوالي عام 1880 أعاد السلطان عبد الحميد الثاني تأكيد اللقب كوسيلة لمواجهة التوسع الروسي في الأراضي الإسلامية. تم قبول ادعائه بشدة من قبل مسلمي الهند البريطانية . عشية الحرب العالمية الأولى ، كانت الدولة العثمانية ، على الرغم من ضعفها بالنسبة لأوروبا ، تمثل أكبر وأقوى كيان سياسي إسلامي مستقل. كما تمتع السلطان ببعض السلطة خارج حدود إمبراطوريته المتقلصة كخليفة للمسلمين في مصر والهند وآسيا الوسطى .
في عام 1899، طلب جون هاي ، وزير الخارجية الأمريكية ، من السفير الأمريكي في تركيا العثمانية ، أوسكار ستراوس ، الاقتراب من السلطان عبد الحميد الثاني لاستخدام منصبه كخليفة ليأمر شعب توسوغ في سلطنة سولو في الفلبين بالخضوع للأمريكيين. السيادة والحكم العسكري الأمريكي ؛ ألزمهم السلطان وكتب الخطاب الذي أرسل إلى سولو عبر مكة. ونتيجة لذلك ، رفض «سولو محمدان ... الانضمام إلى المتمردين ووضعوا أنفسهم تحت سيطرة جيشنا ، وبالتالي الاعتراف بالسيادة الأمريكية».

#### إلغاء الخلافة (1924)
المقال الرئيسي: إلغاء الخلافة
انظر أيضًا: تغييرات أتاتورك

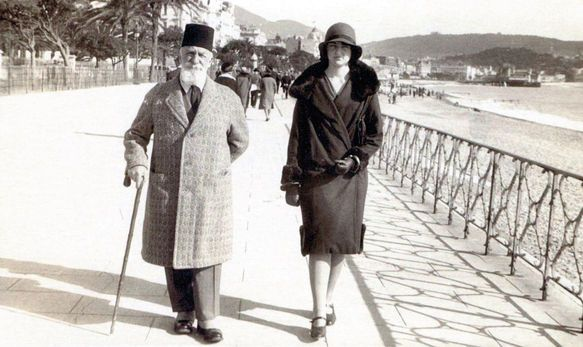
عبد المجيد الثاني آخر خليفة السلالة العثمانية مع ابنته در الشهوار.

بعد هدنة مودروس في أكتوبر 1918 مع الاحتلال العسكري للقسطنطينية ومعاهدة فرساي (1919)، كان موقف العثمانيين غير مؤكد. اكتسبت حركة حماية أو استعادة العثمانيين القوة بعد معاهدة سيفر (أغسطس 1920) التي فرضت تقسيم الإمبراطورية العثمانية ومنحت اليونان موقعًا قويًا في الأناضول ، مما أدى إلى محنة الأتراك. طلبوا المساعدة وكانت الحركة هي النتيجة. انهارت الحركة في أواخر عام 1922.
في 3 مارس 1924، ألغى الرئيس الأول للجمهورية التركية مصطفى كمال أتاتورك، دستوريًا، مؤسسة الخلافة كجزء من إصلاحاته.  عرض أتاتورك الخلافة على الزعيم الليبي أحمد الشريف السنوسي بشرط أن يقيم خارج تركيا. ورفض السنوسي العرض وأكد دعمه لعبد المجيد الثاني. نال للقب الخليفة بعد ذلك حسين بن علي، شريف مكة والحجاز، زعيم الثورة العربية الكبري، لكن مملكته هُزمت وضمها عبد العزيز آل سعود في عام 1925.
نشر الشيخ علي عبد الرازق الذي درس في فرنسا وإنجلترا كتابه «الإسلام وأسس الحكم» عام 1925 بعد إلغاء أتاتورك للخلافة. تم تلخيص حجة هذا الكتاب على النحو التالي بأن «الإسلام لا يدعو إلى شكل معين من أشكال الحكم».  وقد خالف بذلك إجماع الأمة وركز انتقاداته على كل من أولئك الذين يستخدمون القانون الديني كحظر سياسي معاصر وعلى تاريخ الحكام الذين يدعون شرعية الخلافة.  كتب عبد الرازق أن الحكام السابقين نشروا فكرة التبرير الديني للخلافة «حتى يتمكنوا من استخدام الدين كدرع يحمي عروشهم من هجمات المتمردين»، ورد عليه شيخ الأزهر محمد الخضر حسين، بكتاب بعنوان “نقض كتاب الإسلام وأصول الحكم”، ووصف فيه علي عبد الرازق بـ”عدو الإسلام والمسلمين”.
عقدت قمة في القاهرة عام 1926 لمناقشة إحياء الخلافة ، لكن معظم الدول الإسلامية لم تشارك ولم يتم اتخاذ أي إجراء لتنفيذ قرارات القمة. على الرغم من أن لقب أمير المؤمنين قد تم تبنيه من قبل ملك المغرب ومحمد عمر ، الرئيس السابق لطالبان في أفغانستان، إلا أنهما لم يدعيا أي مكانة أو سلطة قانونية على المسلمين خارج حدود بلادهم.
منذ نهاية الإمبراطورية العثمانية ، كانت هناك مظاهرات عرضية تطالب بإعادة إنشاء الخلافة. المنظمات التي تدعو إلى إعادة الخلافة تشمل حزب التحرير والإخوان المسلمين.

#### الخلافة الإقليمية الموازية للعثمانيين

##### شبه القارة الهندية

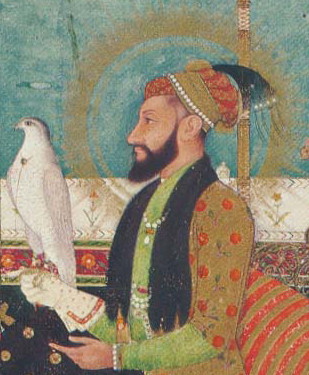
أورنكزيب عالم كير على عكس أسلافه ، كان يعتبر خليفة للهند

بعد الحملات الأموية في الهند والغزو على مناطق صغيرة من الجزء الغربي من شبه الجزيرة الهندية ، تأسست السلالات الإسلامية الهندية المبكرة من قبل سلالة الغوريين والغزنويين ، وعلى الأخص سلطنة دلهي . لم تكافح السلطنات الهندية على نطاق واسع من أجل الخلافة لأن الإمبراطورية العثمانية كانت تحافظ بالفعل على الخلافة.  على الرغم من عدم الاعتراف بإمبراطورية المغول على أنها خلافة ، إلا أن إمبراطورها السادس محمد ألامجير أورنجزيب يُنظر إليه غالبًا على أنه أحد الخلفاء الإسلاميين القلائل الذين حكموا شبه الجزيرة الهندية.  تلقى دعمًا منالسلاطين العثمانيون مثل سليمان الثاني ومحمد الرابع . كحافظ للقرآن ، أنشأ أورنجزيب الشريعة بالكامل في جنوب آسيا من خلال فتاوى الأمجيري. أعاد تقديم الجزية وحظر الأنشطة الإسلامية غير المشروعة. ومع ذلك ، تمت تغطية نفقات أورنجزيب الشخصية من دخله الخاص ، والذي شمل خياطة القبعات وتجارة نسخه المكتوبة من القرآن. وبهذا تمت مقارنته بالخليفة الثاني عمر بن الخطاب والفاتح الكردي صلاح الدين. حكام بارزون آخرون مثل محمد بن بختيار خالجي، علاء الدين خلجي ، فيروز شاه طغلق ، شمس الدين إلياس شاه ، بابور ، شير شاه سوري ، ناصر الأول من قلات ، تيبو سلطان ، ونواب البنغال يطلق عليهم مصطلح خليفة.

##### خلافة برنو (1472–1893)
بدأت خلافة برنو ، التي كان يترأسها أباطرة بورنو ، في عام 1472. وهي دولة رديئة من إمبراطورية كانيم-برنو الأكبر ، حمل حكامها لقب الخليفة حتى عام 1893، عندما تم استيعابها في المستعمرة البريطانية لنيجيريا والكاميرون الشمالية . المحمية . اعترف البريطانيون بهم على أنهم «سلاطين برنو»، متخلفة واحدة في الألقاب الملكية الإسلامية. بعد استقلال نيجيريا ، أصبح حكامها «أمراء برنو»، وهو تنحي آخر.

##### خلافة يوجياكارتا (1755-2015)
استخدم سلطان يوجياكرتا الإندونيسي تاريخياً خليفة الله (خليفة الله) كأحد ألقابه العديدة. في عام 2015، تخلى السلطان Hamengkubuwono X عن أي مطالبة بالخلافة من أجل تسهيل وراثة ابنته للعرش، حيث كان الرأي اللاهوتي في ذلك الوقت هو أن المرأة قد تشغل منصب السلطان العلماني ولكن ليس المنصب الروحي للخليفة.

علم خلافة صكتو.

##### خلافة صكتو (1804–1903)
المقال الرئيسي: خلافة صكتو
كانت خلافة سوكوتو دولة إسلامية في ما يعرف الآن بنيجيريا بقيادة عثمان دان فوديو . تأسست خلال حرب الفولاني في أوائل القرن التاسع عشر ، وكانت تسيطر على واحدة من أقوى الإمبراطوريات في أفريقيا جنوب الصحراء قبل الغزو والاستعمار الأوروبيين. ظلت الخلافة قائمة خلال الفترة الاستعمارية وما بعدها ، على الرغم من قوتها المنخفضة. الرئيس الحالي لخلافة سوكوتو هو سعدو أبو بكر .

##### إمبراطورية توكولور (1848–1893)
كانت إمبراطورية توكولور ، والمعروفة أيضًا باسم إمبراطورية توكولار ، إحدى دول الجهاد الفولاني في إفريقيا جنوب الصحراء الكبرى. في النهاية تم تهدئتها وضمها من قبل الجمهورية الفرنسية ، ودمجها في غرب إفريقيا الفرنسية .

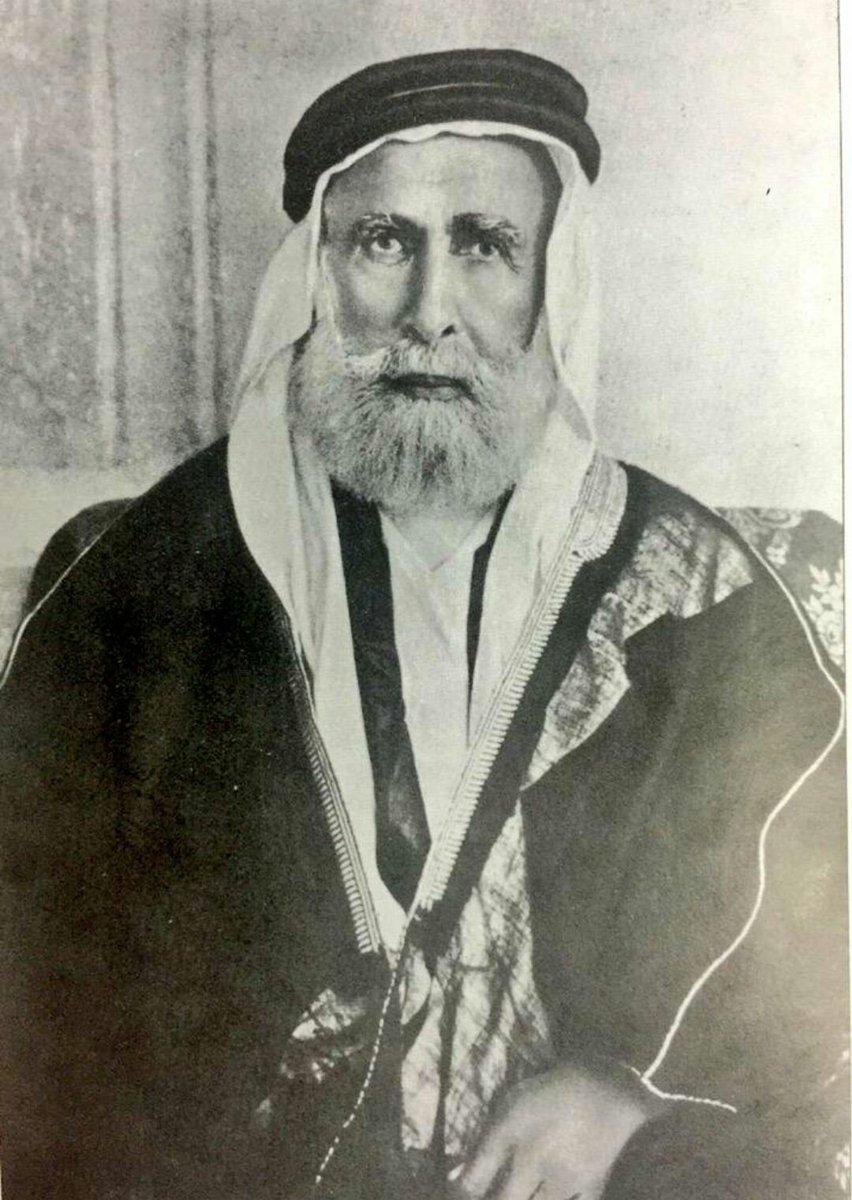
الشريف الحُسين بن علي.

### الخلافة الشريفية (1924–1925)
المقال الرئيسي: الخلافة الشريفية
الخلافة الشريفية كانت خلافة عربية أعلنها الحكام الشريفين للحجاز في عام 1924 وكانت تُعرف سابقًا باسم ولاية الحجاز ، معلنة الاستقلال عن الخلافة العثمانية. كانت فكرة الخلافة الشريفية مطروحة منذ القرن الخامس عشر على الأقل.  قرب نهاية القرن التاسع عشر ، بدأت تكتسب أهمية بسبب انهيار الإمبراطورية العثمانية ، التي هُزمت بشدة في الحرب الروسية التركية 1877-1878. ومع ذلك ، هناك القليل من الأدلة على أن فكرة الخلافة الشريفية قد اكتسبت دعمًا شعبيًا واسعًا في الشرق الأوسط أو في أي مكان آخر في العالم الإسلامي.[بحاجة لمصدر]

## المسيرة التاريخية
على زمن الدولة الإسلامية، قامت خلافة الخلفاء الراشدين من بعد موت الرسول، بداية من أبي بكر الصديق إلى علي بن أبي طالب. ومن ثم بدأت الخلافة الأموية ثم الخلافة العباسية. وقد انتهى نظام الخلافة الرسمي بنهاية الدولة العباسية على يد المغول. أما بالنسبة للدولة العثمانية، فكان السلطان يلقب بـصاحب مقام الخليفة أي الذي يحل محل الخليفة، وذلك لعدم اعتراف المسلمين بأي خليفة إلا أن يكون إما من سلالة الرسول أو من أشراف مكة أي من قبيلة قريش. بالإضافة إلى الخلافة الفاطمية التي بدأت وانتهت في زمن الخلافة العباسية (أي أن الخلافة العباسية بدأت قبل الخلافة الفاطمية وانتهت بعدها) فلم يعترف بالخلافة الفاطمية إلا الشيعة. وأما بالنسبة إلى الخلافة الأموية بالأندلس فقد بدأت الدولة الأموية بحاكم يعتبر واليا وأُنصب خليفة أموي عليها بعد إسقاط الخلافة الأموية من قبل الخلفاء العباسيين. وكان العامة ينادون الخليفة بالأندلس تحت اسم خليفة المسلمين في بلاد الأندلس وذلك يعود إلى رفض المسلمين إلى مناداة خليفة المسلمين لأكثر من شخص واحد، حتى لا يدل ذلك على انقسام المسلمين بل انقسام دول المسلمين. وفي أثناء الخلافة العباسية قامت عدة دول أخرى تحت ظل العباسيين من ضمنها السلاجقة والدولة الطولونية ودولة القرامطة وعدة دول أخرى في عدة مناطق من العالم الإسلامي.

## محاولات إعادة الخلافة

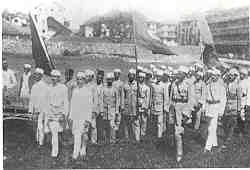
نشطاء حركة الخلافة الهندية يقودون مسيرة.

### حركة الخلافة في الهند
حركة الخلافة أو الحركة الإسلامية الهندية هي حركة إسلامية سياسية ظهرت في الهند عام 1919م، وتعتبر أقدم حركة إسلامية دعت لإعادة الخلافة، تكونت عبارة عن حملة احتجاج سياسي إسلامي عام أطلقها مسلمو الهند البريطانية بقيادة شوكت علي، ومولانا محمد علي جوهر،  وحكيم أجمل خان، وأبو الكلام آزاد لإعادة الخلافة العثمانية، كان احتجاجا على العقوبات التي فرضت على الخليفة والإمبراطورية العثمانية بعد الحرب العالمية الأولى بموجب معاهدة سيفر. على الرغم من ظهور الأنشطة السياسية والغضب الشعبي لصالح الخلافة في جميع أنحاء العالم الإسلامي، إلا أن أبرز الأنشطة حدثت في الهند.
انهارت الحركة في أواخر عام 1922م عندما اكتسبت تركيا موقفًا دبلوماسيًا أكثر تفضيلًا واتجهت نحو القومية.

### الإخوان المسلمون

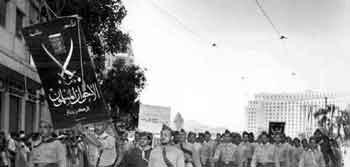
جوالة الإخوان المسلمين يرفعون راية الجماعة في مصر عام 1940م.

حركة إسلامية سياسية نشأت عقب سقوط الخلافة الإسلامية بأربعة سنوات علي يد الداعية الإسلامية، ومعلم اللغة العربية حسن البنا في مصر عام 1928م وجعل فكرة عودة الخلافة علي رأس مناهجهم، تسعي الجماعة لإعادة الخلافة عبر إصلاح تدريجي من منظور إسلامي شامل بدءًا من «الفرد المسلم والأسرة المسلمة والمجتمع المسلم، ثم الحكومة الإسلامية، فالدولة الإسلامية فأستاذية العالم»، شاركت الجماعة في تحرير مصر من الإستعمار الإنجليزي عبر مجاهديها من كتائب النظام الخاص السري الجناح العسكري للجماعة كما شاركت في حرب 1948م وقامت بدور بارز في الجهاد الأفغاني فكان قادة المجاهدين العرب ينتمون لها كعبد الله عزام ودعمت الجهاد في الشيشان حيث قامت بتأسيس وتمويل وتنسيق المجلس الأعلي لمجاهدي القوقاز في الشيشان بقيادة شامل بساييف وسيف الإسلام خطاب،

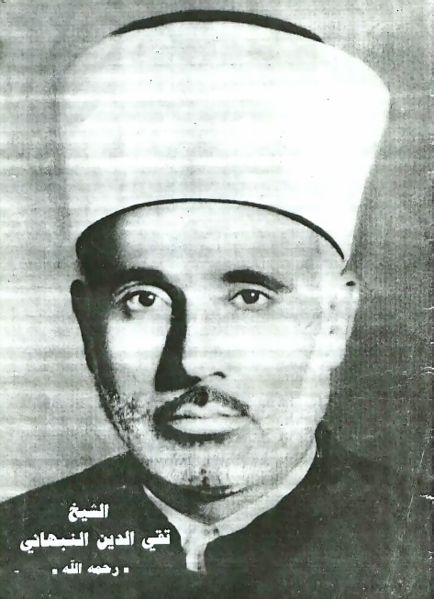
تقي الدين النبهاني مؤسس حزب التحرير عام 1953م.

لاقت إنتشار واسع في العالم الإسلامي حتي وصلت لأكثر من 500 الف شعبة في 85 دولة تضم كل الدول العربية والإسلامية حتي الآن، لكنها تتعرض للقمع والمحاربة من الحكومات منذ تأسيسها حيث تراها تشكل خطرا كبيرًا كونها تنظيم سري يسعي لإزالة الأنظمة.

### حزب التحرير
حزب سياسي إسلامي تأسس في القدس علي يد الشيخ تقي الدين النبهاني عام 1953م، يسعي لإعادة الخلافة الإسلامية عن طريق نشر الفكر الإسلامي والوعي وإنهاض الأمة الإسلامية، وطبيعة هذا التغيير أنه انقلابي جذري شامل، لا ترقيعياً ولا إصلاحياً للأنظمة القائمة على غير الإسلام، وطريقة إحداث هذا التغيير هي إقامة الدولة الإسلامية ويرفض المشاركة في الإنتخابات ويري وجوب التعالي علي النظام العلماني القائم وعدم قبوله بالحلول الوسط في سعيه لإقامة الخلافة الإسلامية، وإصراره الشديد على ذلك، فهو لا تقبل بالدول الإسلامية الوطنية (ضمن حدود دولة ما)، ولا حتى كحل مرحلي على طريق إنشاء الدولة الكبرى كما ترى ذلك جماعات إسلامية أخرى مثل الإخوان المسلمون.

### خلافة أبو عيسى
خلافة أبو عيسي هي «خلافة إسلامية منسية» لمحمد بن عيسى بن موسى الرفاعي («معروفة بين أتباعه باسم أبو عيسى»). تأسست هذه «الخلافة الصغيرة» في 3 أبريل 1993 على الحدود الباكستانية الأفغانية.

قدم عدد صغير من الأفغان العرب التابعين لأبي عيسى البيعة له كخليفة للمسلمين، ولد أبو عيسى في مدينة الزرقاء بالأردن، وكان مثل أتباعه قد أتوا إلى أفغانستان للجهاد ضد السوفييت. كانت الخلافة في الظاهر محاولة لتوحيد العديد من الجهاديين الآخرين الذين لم يكونوا من أتباعه والذين كانوا يتشاجرون فيما بينهم لم تكن ناجحة.  قوبلت جهود أبو عيسى لإرغامهم على الاتحاد تحت قيادته بـ "السخرية ثم القوة". كما احتقره الأفغان المحليون وأتباعه. مثل الدولة الإسلامية في وقت لاحق، حاول إلغاء عملة الكفار ورفض القومية وفقًا للباحث كيفن جاكسون،
"أصدر أبو عيسى فتاوى" حزينة ومضحكة "، على حد تعبير أبو الوليد، لا سيما معاقبة تعاطي المخدرات. وقد نشأت علاقة بين جماعة أبو عيسى ومهربي المخدرات المحليين. (قادت الفتوى أحد المؤلفين الجهاديين إلى ينبذ أبو عيسى بصفته "خليفة المسلمين بين مهربي المخدرات والتكفير" كما منع أبو عيسى استخدام العملة الورقية وأمر رجاله بحرق جوازات سفرهم ".
ولم تمتد الأراضي الواقعة تحت سيطرته إلى ما وراء بضع بلدات صغيرة في إقليم كونار بأفغانستان. في النهاية لم يسيطر حتى على هذه المنطقة بعد أن استولت عليها طالبان في أواخر التسعينيات. ثم انتقلت الخلافة إلى لندن، حيث قاموا "بالوعظ إلى المثقفين الجهاديين المتشككين في الغالب حول واجب إقامة الخلافة".  نجحوا في جذب بعض الجهاديين (يحيى البهرومي وحسين رضا لاري الشهير بلقب أبو عمر الكويتي) الذين انضموا فيما بعد إلى تنظيم الدولة الإسلامية. توفي أبو عيسى عام 2014 ، "بعد أن أمضى معظم سنواته الأخيرة في السجن في لندن" أصبح أبو عمر الكويتي قاضيًا للدولة الإسلامية، لكن أعدمه تنظيم الدولة الإسلامية فيما بعد بتهمة الغلو بعد أن "ارتقى إلى مستويات جديدة... وأصدر أحكامًا بالإعدام على الجهل بالقرآن بتهمة الردة - ثم التكفير على المترددين لنطق التكفير.

### دولة الخلافة (ألمانيا)
منظمة إسلامية ألمانية نشأت في عام 1994 من «الدولة الفيدرالية الإسلامية في الأناضول» (Anadolu Federe İslam Devleti، AFID)، والتي كانت موجودة من 1992 إلى 1994 كإعادة تسمية لجمعية الجمعيات والمجتمعات الإسلامية (İCCB) في ألمانيا. في عام 1984 انشق عن المنظمة الإسلامية مللي جوروش ونصب زعيم الرابطة نفسه الخليفة (الزعيم الروحي والسياسي لجميع المسلمين في جميع أنحاء العالم) ومنذ ذلك الحين اعتبر التنظيم نفسه «دولة الخلافة» من الناحية القانونية ومع ذلك بقي الاسم القديم. كان القائد في البداية جمال الدين كابلان الذي كان يلقب في الجمهور الألماني بـ «خميني كولونيا». في وسائل الإعلام التركية، تمت الإشارة إليه بـ «الصوت الأسود». في حدث على شرف كابلان في عام 1993، في ديسمبر 2001 ، حظرت وزارة الداخلية الاتحادية الجمعية ومؤسسة دين الإسلام و 19 منظمة فرعية أخرى وتمت مصادرة أصولهم وأموالهم واستخدامها من قبل إدارة الأصول الفيدرالية . رفضت المحكمة الإدارية الاتحادية دعوى قضائية ضد الحظر ولم تقبل المحكمة الدستورية الاتحادية شكوى دستورية ضد الحكم. تقدمت الخلافة أخيرًا باستئناف ضد الحظر أمام المحكمة الأوروبية لحقوق الإنسان، والذي تم رفضه بالإجماع باعتباره غير مقبول في عام 2006. ونتيجة لمزيد من المراقبة من قبل مكتب حماية الدستور، في 19 ديسمبر 2002 ، تم حظر الأندية الأخرى التي كانت تعتبر منظمات وريثة، حوكم متين كابلان في تركيا بعد ترحيله وحُكم عليه بالسجن المؤبد المشدد في عام 2005 لمحاولته «قلب النظام الدستوري بالقوة».

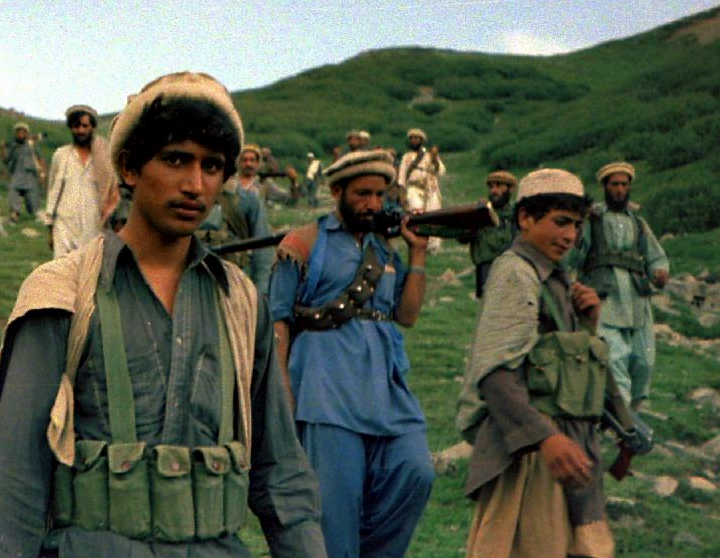
المجاهدين العرب الأفغان.

### تنظيم القاعدة
تنظيم جهادي أسسه المجاهدين العرب في أفغانستان، تحالف مع حركة طالبان بقيادة الملا عمر وأقاموا الإمارة الإسلامية في أفغانستان وطبقوا الشريعة كما هاجمت القاعدة عدة أهداف في الدول الغربية التي تدعم إسرائيل وتحارب المسلمين بحد وصفه، كما حاول التنظيم السيطرة علي بعض المناطق في الدول العربية كالعراق والسعودية واليمن وسيناء وبعض مناطق في المغرب العربي لتكون إمارات تابعة للخلافة الإسلامية التي ينشدها، تعرض التنظيم لحرب كبيرة من الولايات المتحدة وحلفائها بعد تفجير برجي التجارة العالمي في 11 سبتمبر لكنه أستطاع الصمود والتأقلم، أنفصل لاحقاً الفرع العراقي للقاعدة والذي يٌعرف ب«دولة العراق الإسلامية» بعد الخلاف حول إعلان أبو بكر البغدادي الاتحاد بين دولة العراق الإسلامية وجبهة النصرة تحت أسم «الدولة الإسلامية في العراق والشام».

### تنظيم الدولة الإسلامية
أعلن تنظيم الدولة الإسلامية في العراق والشام قيام «الخلافة الإسلامية» في 29 يونيو 2014، وتم تنصيب أبو بكر البغدادي خليفة المسلمين، وسيطر التنظيم علي مدن كثيرة في العراق وسوريا وهم الموصل والرقة وتكريت ونينوي والرمادي وكوباني ودير الزور وحمص وحماة والحسكة وتل أبيض، بعدها قامت جماعات جهادية مستقلة أو كانت تابعة لتنظيم القاعدة بتقديم البيعة علي السمع والطاعة للبغدادي كخليفة للمسلمين ومنها جماعة أنصار بيت المقدس في سيناء وغيرت اسمها ل«ولاية سيناء» ومجلس شورى شباب الإسلام في ليبيا وغيرت أسمها ل"ولاية ليبيا" وجماعة بوكو حرام في نيجيريا وغيرت اسمها ل«ولاية غرب أفريقية» وسعت تلك الجماعات للتمدد والسيطرة علي المدن والقري بدعم عسكري ومادي وللوجيستي من الدولة الإسلامية في العراق والشام وسيطرت ولاية سيناء علي مدينة الشيخ زويد لفترة قصيرة في 1 يوليو 2015 وسيطرت ولاية ليبيا علي مدينة درنة وقامت بالسيطرة علي مدينة سرت الليبية في 13 فبراير 2016 وفي 29 مارس 2021 سيطر تنظيم الدولة الإسلامية بالكامل علي مدينة غازية في موزمبيق كما أقام أربعة ولايات في أفريقيا. في سبتمبر 2014 تم تشكيل تحالف عسكري دولي يضم 85 دولة ومنظمة بقيادة الولايات المتحدة للقضاء علي التنظيم بعد أن سيطر علي مدن وأراضي شاسعة في العراق وسوريا وليبيا وتحول لدولة.،

## الداعون إلى نظام الخلافة

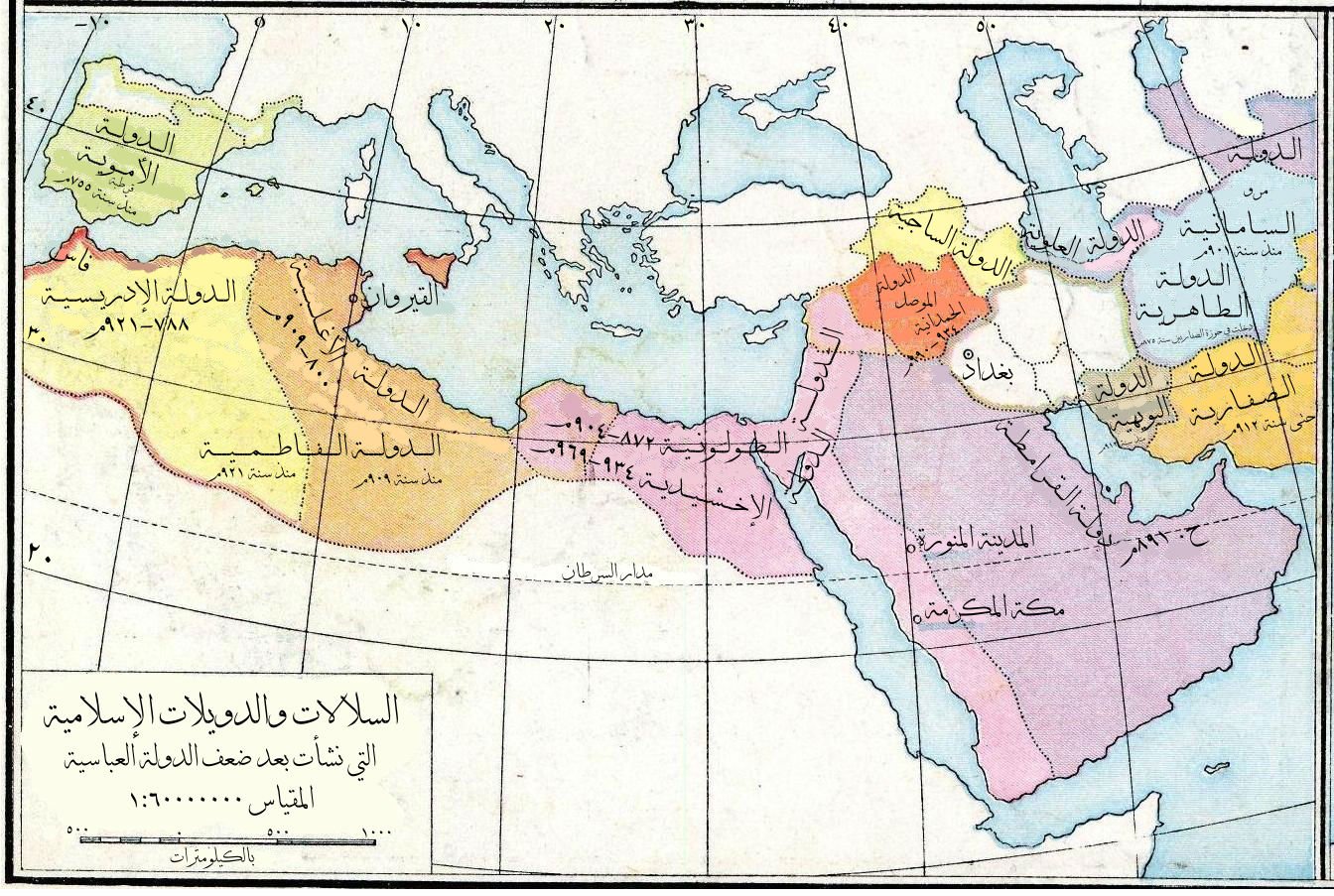
دويلات ما بعد الخلافة العباسية.

في العصر الحديث ظهرت جماعات تطالب بعودة الخلافة الإسلامية وإقامة الدولة على أسس الدين الإسلامي، منها حركة الموحدين السلفية بقيادة محمد بن عبد الوهاب التي فشلت في إنشاء دولة إسلامية في السعودية على أسس سلفية، حيث حكم آل سعود الأسرة الحاكمة في السعودية بمُلك البلاد والعباد بحكم وراثي يخالف الخلافة الإسلامية. كذلك تنظيم القاعدة وحركة طالبان اللذان تحالفا للوصول إلى الحكم في أفغانستان وكونا دولة إسلامية سلفية وصفت أيضاً بالتشدد والتطرف وانتهاك حقوق الإنسان من قبل العديد من المنظمات الحقوقية والحكومة الأمريكية وانتهى الحكم الإسلامي في أفغانستان بعد الغزو الأمريكي لها. من ناحية أخرى توجد جماعات أخرى لا زالت تطالب بعودة الخلافة أهمها حزب التحرير وجماعة الإخوان المسلمين.
وفي العصر الحديث ظهرت الثورة الإسلامية في إيران ودعت إلى إنشاء الدولة على أسس دينية جعفرية كما تنص المادة (12) من الدستور الإيراني على أن: «الدين الرسمي لإيران هو الإسلام والمذهب الجعفري الإثنا عشري، وهذه المادة تبقى إلى الأبد غير قابلة للتغيير». وبعد إنشاء الدولة على أسس إسلامية، ظهر العديد من الانتقادات والاتهامات بالتشدد والتطرف والطائفية من قبل العديد من دول العالم، حيث لا يوجد مسجد سني واحد في المدن الكبرى التي يمثل الشيعة فيها الأغلبية مثل أصفهان وشيراز ويزد. وكذلك في العاصمة طهران[بحاجة لمصدر].
ابتداء من سنة 2005 برز حزب التحرير في وسائل الاعلام كجماعة تعمل لإعادة الخلافة، حيث يقوم بجمع الآلاف من أنصاره في بلدان متعددة بتاريخ 28 من رجب في كل سنة، كان أبرزها تجمع 100,000 في استاد في اندونيسيا للمطالبة بإعادة الخلافة.

### حركات وأحزاب تدعو لإعادة نظام الخلافة

#### على المستوى العالمي
- حزب التحرير.
- الإخوان المسلمون.[113]
- مؤتمر الأمة (سلمي شوري).
- تنظيم القاعدة (تنظيم مسلح).

حزب التحرير

- تنظيم الدولة الإسلامية (تنظيم مسلح).

جماعة خلافة المسلمين بإندونيسيا.

#### على مستوى إقليمي
- حركة الخلافة - الهند تأسست عام 1919 وإنهارت عام 1924
- خلافة المسلمين - إندونيسيا.
- إمارة القوقاز الإسلامية - القوقاز الشمالي.
- طالبان - أفغانستان.[114]
- الجماعة الإسلامية - مصر.
- الجماعة الإسلامية - باكستان.
- دولة الخلافة - ألمانيا.
- لشكر طيبة - باكستان.
- حركة تطبيق الشريعة المحمدية - باكستان.
- جماعة العدل والإحسان - المغرب.
- تنظيم دولة الخلافة - تركيا.
- مجلس الخلافة - بنغلادش.

راية الأنصار البيضاء التي ترفعها طالبان.

- راية الأنصار البيضاء التي ترفعها طالبان.أنصار حسين بدر الدين الحوثي - اليمن.
- حركة حماس - فلسطين.
- حركة الجهاد الإسلامي - فلسطين.
- أنصار الشريعة - بقيادة أبو حمزة المصري في لندن.
- تنظيم التجديد الإسلامي - السعودية.

## الخلافة غير السياسية
على الرغم من كونها مذاهب دينية غير سياسية، فإن بعض الطرق الصوفية والحركة الأحمدية تعرف نفسها بالخلافة لكنها روحية وليست سياسية. وبالتالي، يُشار إلى قادتهم عادةً باسم الخلفاء .[بحاجة لمصدر]

### الخلافة الصوفية
في الصوفية، يقود الطريقة (الأوامر) الزعماء الروحيون (الخلافة الروحية)، الخلفاء الرئيسيون الذين يرشحون الخلفاء المحليين لتنظيم الزوايا .
الخلافة الصوفية ليست بالضرورة وراثية. تهدف الخليفة إلى خدمة السلسلة فيما يتعلق بالمسؤوليات الروحية ونشر تعاليم الطريقة.[بحاجة لمصدر]

### الخلافة الأحمدية (1908 حتى الآن)
المقال الرئيسي: الخلافة الأحمدية

علم الخلافة الأحمدية.

علم الأحمدية، صمم لأول مرة عام 1939 ، أثناء قيادة الخليفة الثاني
الجماعة الإسلامية الأحمدية هي حركة إحياء تنسب نفسها للإسلام تأسست عام 1889 على يد الميرزا غلام أحمد القادياني بالهند، والذي ادعى أنه المسيح الموعود والمهدي المنتظر الذي ينتظره المسلمون وأن الوحي نزل عليه وألغي الجهاد من الإسلام.
بعد وفاة القادياني عام 1908 ، أصبح خليفته الأول، حكيم نور الدين خليفة المجتمع الأحمدي واتخذ لقب خليفة المسيح (خليفة المسيح). بعد حكيم نور الدين، الخليفة الأول، استمر لقب الخليفة الأحمدية تحت قيادة ميرزا محمود أحمد، الذي قاد المجتمع لأكثر من 50 عامًا. تبعه ميرزا ناصر أحمد ثم ميرزا طاهر أحمد اللذين كانا الخلفاء الثالث والرابع على التوالي. الخليفة الحالي هو ميرزا مسرور أحمد الذي يعيش في لندن .

## وصلات خارجية
- موقع الإخوان المسلمون.
- الخلافة نت.
- موقع حزب التحرير.
- حتى تكون خلافة على منهج النبوة، فيلم قصير.